# Бенкс (півострів)

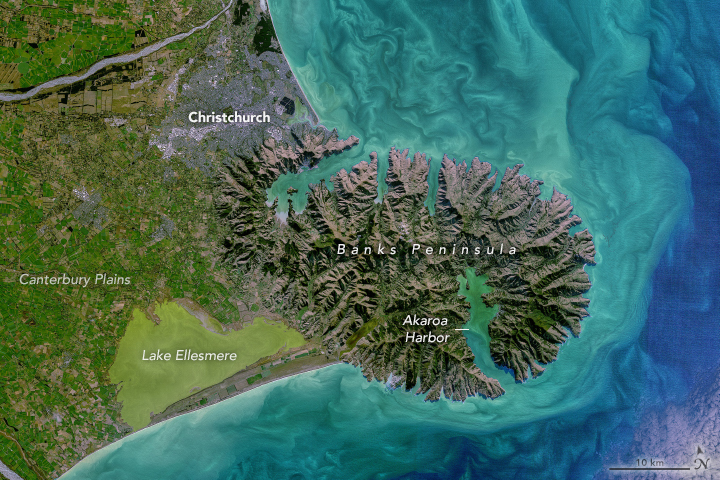
П-ів Бенкс і Крайстчерч на фото супутника НАСА (2021)

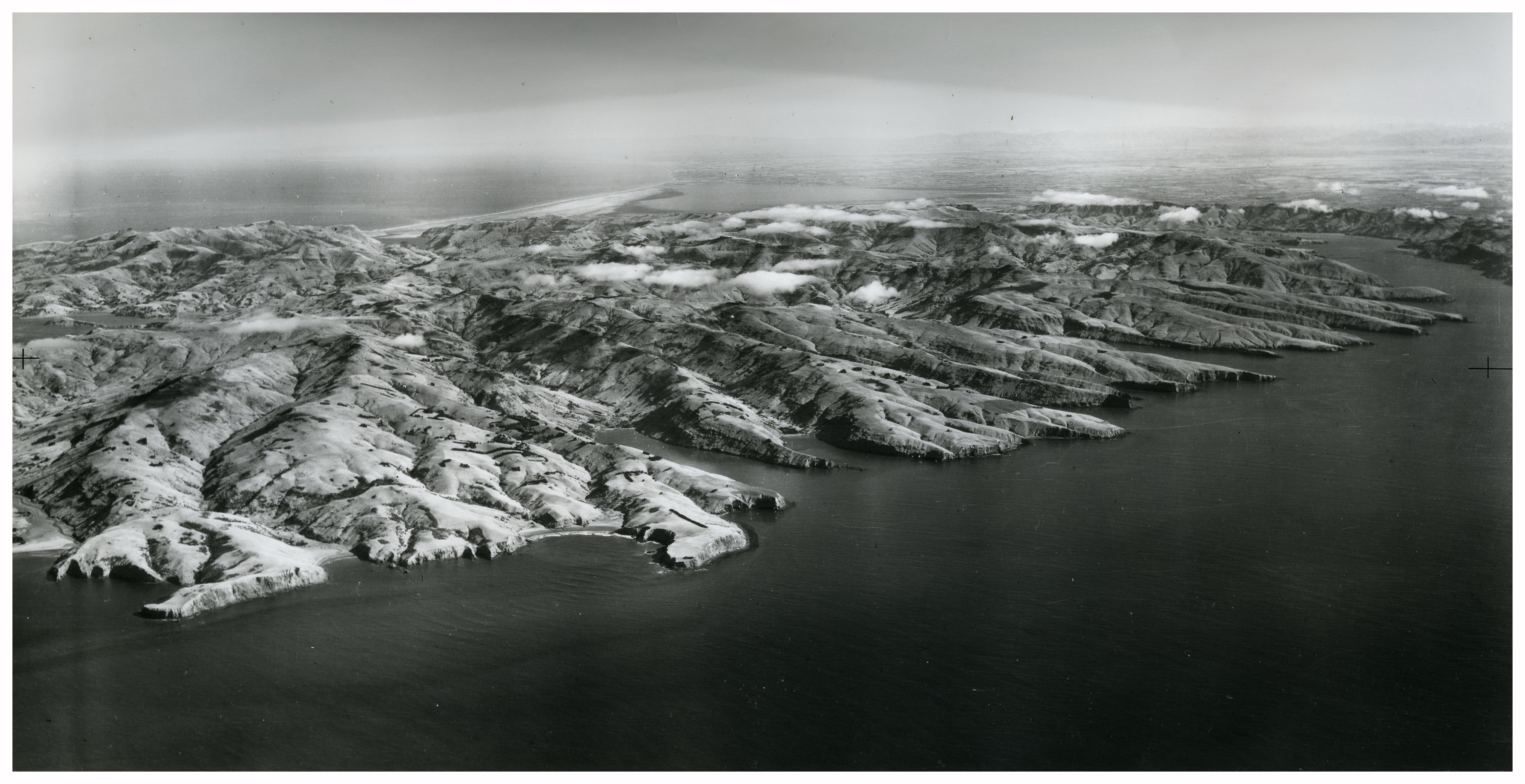
П-ів Бенкс, гавань Літтелтон / Вакараупо праворуч і озеро Елсмір (озеро) на задньому плані

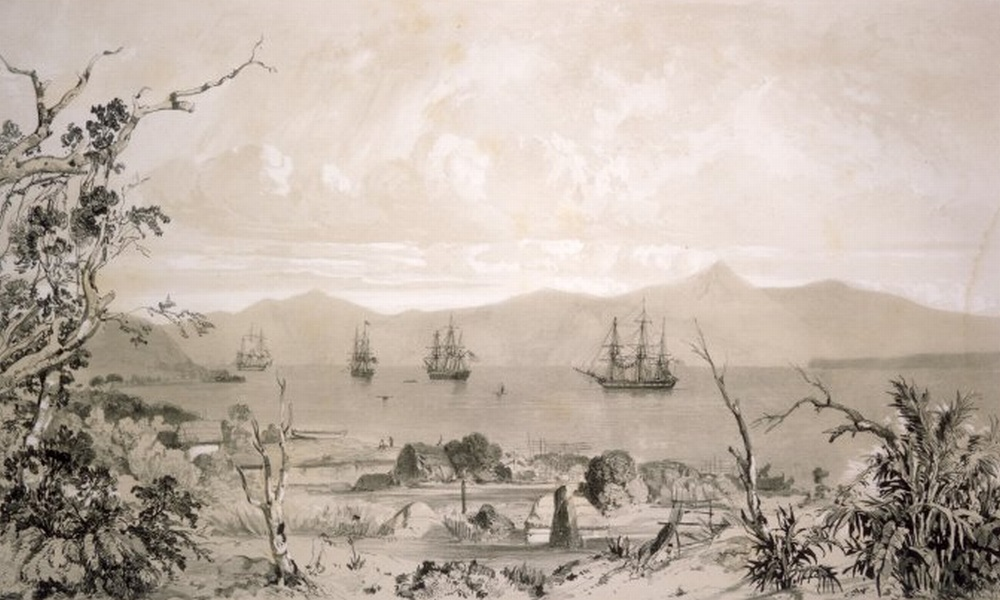
Європейські кораблі, можливо, французькі, в Акароа на початку 19 століття

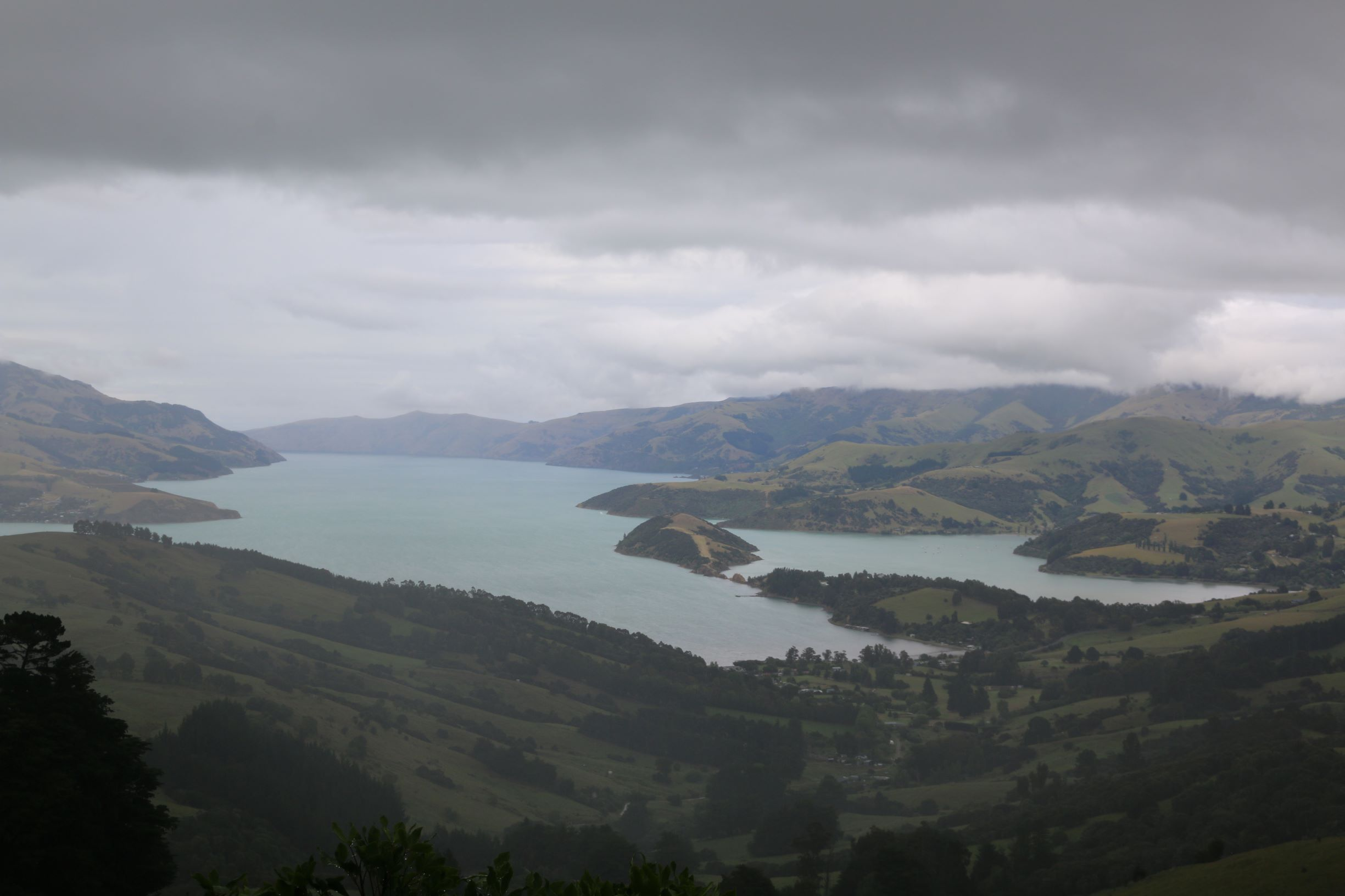
Гавань Акароа, п-ів Бенкс із грозовим небом (грудень 2020)

43°45′00″ пд. ш. 172°49′59″ сх. д. / 43.75° пд. ш. 172.833° сх. д.
Бенкс або Банкс (англ. Banks Peninsula) — півострів вулканічного походження в регіоні Кентербері на східному узбережжі Південного острова Нової Зеландії. Його площа становить приблизно 1150 км² і охоплює дві великі гавані та багато менших заток і бухт. Найбільше місто Південного острова, Крайстчерч, знаходиться безпосередньо на північ від півострова.

## Геологія
Півострів Бенкс утворює найвидатнішу вулканічну структуру Південного острова, подібну до — але більш ніж удвічі більшу за — старішого вулкана Данідін (півострів Отаго та однойменна гавань) за 350 км на південний захід. Геологічно півострів складається з еродованих залишків двох великих композитних щитових вулканів (спочатку утворився Літтелтон, потім Акароа) і менша вулканічна група Герберта. Вони утворилися внаслідок внутрішньоплитного вулканізму приблизно 11-8 мільйонів років тому (міоцен) на континентальній корі. Півострів утворився як прибережні вулканічні острови, а вулкани досягали висоти близько 1500 м над рівнем моря. Два головні кратери утворили гавані Літтелтон і Акароа.
Кентерберійські рівнини утворилися внаслідок ерозії Південних Альп (широкий і високий гірський хребет, утворився внаслідок зустрічного руху Індо-Австралійської та Тихоокеанської тектонічних плит) і алювіальних конусів, утворених великими плетеними річками. Ці рівнини досягають найбільшої ширини в місці, де вони зустрічаються з горбистим субрегіоном півострова Бенкс. Північний і західний фланги півострова покриває шар лесу, досить нестійкого дрібного мулу, який утворюється завдяки теплим вітрам фен, які проносяться над рівнинами. Частина краю кратера, що лежить між гаванню Літтелтон та містом Крайстчерч, утворює Порт-Гіллз.

## Передісторія
Згідно з традиційними переказами маорі, першими їхніми поселенцями на території, тепер відомими як півострів Бенкс, були племена Вайтага на чолі зі своїм предком-засновником Ракайгауту. Півострів у маорі називається Te Pātaka o Rākaihautū (Склад Ракайгауту) на знак визнання його діянь і великої кількості mahinga kai (їжі лісів, моря, річок і неба). За ними послідували племена Каті Мамое, а потім Нгаї Таху хапу Нгаї Тугайтара, які прибули у 1730-х роках.

## Історія

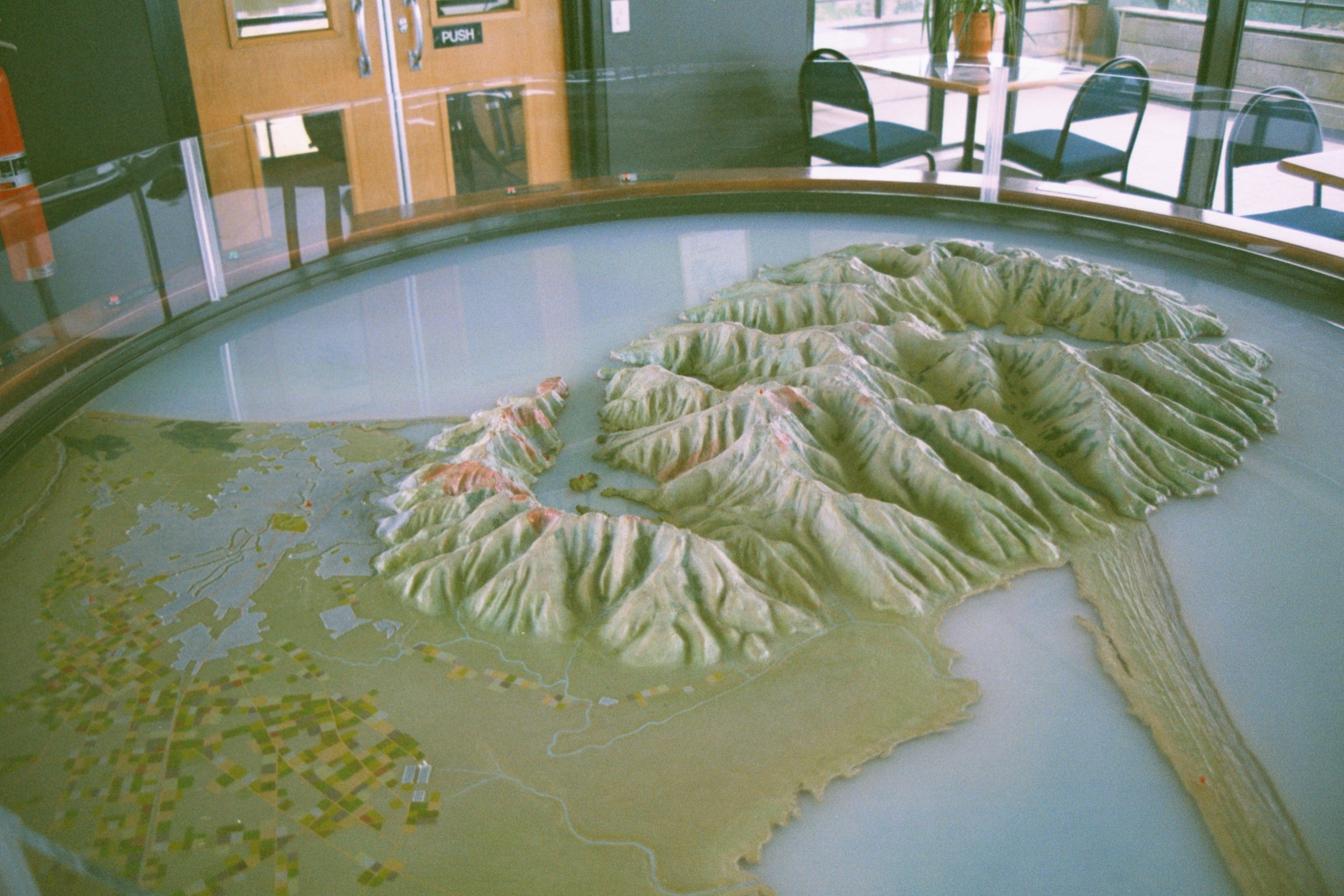
Модель п-ва Бенкс, що демонструє його гірську природу, яка нетипова для району Крайстчерч

Першими європейцями, що побачили півострів 17 лютого 1770 року, був капітан Джеймс Кук зі своїм екіпажем під час першої навколосвітньої подорожі Кука, коли вони пропливали навколо Нової Зеландії. Кук описав півострів як «круглу фігуру… з дуже розбитою нерівною поверхнею і [яка має] більше вигляд безплідної, ніж родючої землі». Введений в оману обрисами височини за півостровом, Кук помилково прийняв його за острів і назвав «острів Бенкс» на честь ботаніка свого судна «Індевор» Джозефа Бенкса. Відволікшись примарним існуванням землі на південному сході, Кук наказав команді «Індевора» йти на південь, не досліджуючи півострів детальніше.
У 1809 році капітан Семюел Чейз на кораблі «Пегас» виправив карти Кука, визначивши, що «острів Бенкс» насправді був півостровом. Його перший офіцер Вільям Стюарт наніс на карту цю ділянку узбережжя. Затока Пегас, яка примикає до півострова з північної сторони, була названа на честь їхнього судна.
У 1830 році поселення маорі кайнга Такапунеке було спустошено, а місцевий вождь племені Нгаї Таху Тама-і-гара-нуї захоплений вождем племені Нгатї Тоа Те Раупарагою за сприяння капітана британського брига «Елізабет» Джона Стюарта. Частково внаслідок цієї різанини британська влада відправила Джеймса Басбі, як офіційного резидента Великої Британії, до Нової Зеландії в 1832 році.
Протягом 1830-х років на півострові Бенкс було засновано кілька європейських китобійних баз. У 1838 році капітан Жан Франсуа Ланглуа, французький китобій, вирішив, що поселення Акароа буде вигідним місцем для обслуговування китобійних суден, і попередньо купив землю на «великому півострові Бенкс» у 12 вождів Нгаї Таху. Було сплачено товарний депозит вартістю 6 фунтів стерлінгів, а ще 234 фунти стерлінгів мали бути виплачені пізніше. Він повернувшись до Франції, оголосив про пошук поселенців до Нової Зеландії та передав свою частку землі компанії «Nanto-Bordelaise», частковим власником якої він став. 9 березня 1840 року він відплив до Нової Зеландії з групою французьких і німецьких сімей на борту корабля «Конте де Парі» з наміром створити французьку колонію на французькому Південному острові Нової Зеландії. На той час, коли Ланглуа та його колоністи прибули на півострів Бенкс у серпні 1840 року, багато маорі вже підписали «Договір Вайтангі», а перший британський губернатор Нової Зеландії Вільям Гобсон проголосив британський суверенітет над всією Нову Зеландію на підставі цього договору. Почувши про французький план колонізації, Гобсон швидко відправив бойовий корабель «HMS Britomart» із Бей-оф-Айлендс до Акароа з поліцейськими магістратами на борту. У той час як Ланглуа та його колоністи ховалися від несприятливих вітрів у Голубиній затоці на іншому боці півострова, британці підняли свій прапор на Ґрінс-Пойнт між Акароа та Такапунеке, і суди зібралися для підтвердження британського суверенітету над Південним островом. Французькі колоністи прибули в гавань Акароа 18 серпня і заснували поселення на сучасному місці Акароа. Враховуючи, що французькі колоністи вирушили до Нової Зеландії, припускаючи, що вони володіють землею, влада Нової Зеландії надала 30 000 акрів землі компанії «Nanto-Bordelaise», яка в свою чергу поступилася всіма правами на півострів за 4500 фунтів.
Протягом 1840-х років півострів і Кентерберійські рівнини за його межами розглядалися як землі можливі для колонізація, але до 1848 року головному геодезисту Кентерберійської асоціації капітану Джозефу Томасу знадобилося обстежити навколишні рівнини та підготуватися до прибуття перших колоністів (відомі як Кентерберійські паломники) у грудні 1850 року.
З 1850-х років Літтелтон, а потім Крайстчерч переросли Акароа, який зараз є курортом для відпочинку та місцем для круїзних суден і зберіг багато французьких впливів, а також багато будівель дев'ятнадцятого століття.
Історичні оборонні споруди гавані, починаючи з 1874 року, збереглися на острові Ріпапа в гавані Літтелтон та на мисі Ґодлі-Гед / Авароа.
У 2011 році землетруси в Крайстчерчі в лютому та червні мали епіцентр у Порт-Гіллз, що значно вплинуло на життя місцевих громад.

## Економіка

### Рибальство
Кілька місць біля узбережжя півострова служать для марикультурного вирощування мідій.

### Сільське господарство
Фермерство було традиційною галуззю промисловості на півострові Бенк.

### Туризм
Після великих землетрусів 2010 і 2011 років, які вплинули на Крайстчерч і Літтелтон (гавань, що обслуговує Крайстчерч), круїзні лайнери були перенаправлені в гавань Акароа.

## Гірська дорога
Гірська дорога (англ. Summit road) — є примітною особливістю півострова. Дорога включала частини ранніх колій, які були побудовані для перегону худоби (наприклад, 24-кілометрову колію від Акароа до Голубиної затоки, збудовану в 1844 році). Більшу частину будівництва гірської дороги було завершено в 1880-х роках, а в 1930-х роках було виконано додаткові роботи. Дорога складається з двох ділянок (з обох відкривається вид на місцевість, а також на парки, алеї та інші рекреаційні об'єкти):
- одна ділянка проходить вздовж гребня Порт-Гіллз, від мису Ґодлі-Гед / Авароа (43°35′15″ пд. ш. 172°48′18″ сх. д. / 43.58750° пд. ш. 172.80500° сх. д., північна частина гавані Літтелтон / Вакараупо) до перевалу Геббіс (43°41′26.59″ пд. ш. 172°38′19.97″ сх. д. / 43.6907194° пд. ш. 172.6388806° сх. д.) на початку гавані.
- інша ділянка проходить навколо краю кратера гавані Акароа, від Гілл-Топ (англ. Hill Top; укр. Вершини пагорба) — місця перетину з головним шосе Крайстчерч-Акароа (державне шосе SH 75 43°44′53.4″ пд. ш. 172°52′01″ сх. д. / 43.748167° пд. ш. 172.86694° сх. д.) — до пагорба над Акароа (43°48′07.8″ пд. ш. 173°01′19″ сх. д. / 43.802167° пд. ш. 173.02194° сх. д.) і заповідника Елланґован.

## Збереження
За підрахунками, місцеві ліси колись покривали 98 % півострова. Однак маорі та європейські поселенці послідовно вирубували лісовий покрив, і сьогодні його залишилося менше 2 %, хоча деякі лісовідновлення почалися. Європейські поселенці посадили багато дерев, привезених з Європейського континенту, особливо волоський горіх (Juglans regia).

### Заповідник Гіневай
Заповідник Гіневай, приватний природний заповідник, був створений на півострові, щоб дозволити місцевому лісу відновлюватися на землях, які колись оброблялися. Він був заснований у 1987 році і зараз охоплює 12,5 км² (1250 га) природних чагарників, він має 40 км пішохідних доріжок через місцеві чагарники.
Інші охоронні території на півострові включають мальовничий заповідник Еллангован площею 3,14 км² (314 га), заснований у 1973 році, мальовничий заповідник Маунт-Герберт площею 2,42 км² (242 га), заснований у 1980 році, територію що охороняється — Вайрєва площею 6,51 км² (651 га), засновану у 1987 році, та мальовничий заповідник Палм-Галлі 1,11 км² (111 га), заснований у 1989 році.

### Морські заповідники
Значну частину півострова оточує великий заповідник морських ссавців, який в основному обмежує риболовлю сітками. Основною метою цього заповідника є збереження дельфіна Гектора (Cephalorhynchus hectori), найменшого з усіх видів дельфінів. Екотуризм, заснований на грайливих дельфінах, тепер став важливою галуззю в Акароа.
Відносно невеликий морський заповідник Погату зосереджений у затоці Погату/Флі на південно-східній стороні півострова (43°52′28.23″ пд. ш. 173°0′44.47″ сх. д. / 43.8745083° пд. ш. 173.0123528° сх. д.). Більший морський заповідник Акароа розташований біля входу в гавань Акароа (43°52′56.52″ пд. ш. 172°57′54.47″ сх. д. / 43.8823667° пд. ш. 172.9651306° сх. д.).

### Фонд півострова Бенкс Рода Дональда
Фонд півострова Бенкс Рода Дональда має на меті покращити громадський доступ для пішоходів і велосипедистів та збільшити біорізноманіття на півострові Бенкс.
Вони (у 2020 році) збирають гроші для придбання 500 га землі, включаючи вершини гори Герберт/Те-Аху-Патікі (919 м) та гори Бредлі (855 м), з наміром створити заповідник для захисту та відновлення місцевого біорізноманіття. Наразі ця земля є сільськогосподарською, але з часом фонд має намір повернути її до природного стану території порослої місцевими чагарниками. У травні 2021 року були зібрані кошти на викуп землі. Фонд з часом планує модернізувати огорожу та видалити звідси диких тварин, які тут випасаються.
Фонд півострова Бенкс Рода Дональда також бере участь у розвитку Те-Ара-Патака, також відомої як «Доріжка до вершини». Вони також брали участь у створенні загальнодоступних хатин для мандрівників («Хатина Рода Дональда» та «Хатина Отамахуа» на острові Отамахуа / Квіл).

### Охоронний фонд півострова Бенкс
Охоронний фонд півострова Бенкс був створений у 2001 році. Він працює над збереженням і збільшенням біорізноманіття та заохоченням сталого управління земельними ресурсами на півострові Бенкс. Робота, яка проводилась у 2020 році, включала роботу із захисту морепорка (Ninox novaeseelandiae) та пое (Prosthemadera novaeseelandiae). Фонд також співпрацює із землевласниками, щоб юридично захистити важливе біорізноманіття та ландшафтні цінності на безстроковій основі за допомогою угод.

## Демографія
Район півострова Бенкс міської ради Крайстчерча, який охоплює територію на південь від Порт-Гіллз, охоплює 973,13 км².
Згідно з переписом населення Нової Зеландії 2018 року населення району півострова Бенкс становило 8850 осіб, що на 615 осіб (7,5 %) більше порівняно з переписом 2013 року та на 684 особи (8,4 %) більше порівняно з переписом 2006 року. В районі налічувалося 3747 дворів. Було 4374 чоловіки та 4476 жінок, що дало співвідношення статей 0,98 чоловіків на 1 жінку. Середній вік становив 48,4 роки (порівняно з 37,4 роки в країні), причому 1410 осіб (15,9 %) були віком до 15 років, 999 (11,3 %) віком від 15 до 29 років, 4710 (53,2 %) віком від 30 до 64 років і 1728 (19,5 %) у віці 65 років і старше.
Етнічна приналежність населення складалася з 93,1 % європейців/пакеха, 8,3 % маорі, 1,3 % тихоокеанських народів, 3,1 % азіатів і 2,0 % інших етнічних приналежностей (загальна кількість становить понад 100 %, оскільки деякі особи могли ідентифікувати себе з різними етнічними приналежностями).
Частка людей, які народилися за кордоном, становила 26,8 % порівняно з 27,1 % по країні.
Хоча деякі особи заперечували проти вказання своєї релігії, 58,9 % вважали себе атеїстами, 29,0 % були християнами, 0,3 % були індуїстами, 0,5 % були мусульманами, 0,7 % вважали себе буддистами і 3,4 % мали інші релігії.
Серед населення віком 15 років і більше, 2400 (32,3 %) осіб мали ступінь бакалавра або вищу освіту, а 804 (10,8 %) особи не мали формальної кваліфікації. Середній дохід склав 36 000 доларів США в порівнянні з 31 800 доларами США по країні. Статус зайнятості серед тих, кому було не менше 15 років, був таким, що 3807 (51,2 %) осіб були зайняті повний робочий день, 1383 (18,6 %) були зайняті неповний робочий день, а 135 (1,8 %) були безробітними.

## Міста

### Акароа
Акароа (англ. Akaroa; 43°48′15″ пд. ш. 172°58′05″ сх. д. / 43.804142° пд. ш. 172.968189° сх. д.) — невелике містечко, з населенням в 770 осіб (2023), на східному узбережжі гавані Акароа.

### Літл-Рівер
Літл-Рівер (англ. Little River; 43°46′16″ пд. ш. 172°47′24″ сх. д. / 43.771° пд. ш. 172.79° сх. д.) — невелике містечко, з населенням в 310 осіб (2023), яке розташоване за 1,5 км на північний схід від озера Вайрева на державному шосе SH 75, яке з'єднує Крайстчерч і Акароа. Тут є кілька художніх галерей, наметовий табір, клуб регбі і початкова школа. Місцевість названа племенем маорі як Вайрева (Wairewa).

### Вайнуї
Вайнуї (англ. Wainui; 43°48′58″ пд. ш. 172°54′11″ сх. д. / 43.81624° пд. ш. 172.90296° сх. д.) — це поселення, яке складається переважно з будинків для відпочинку, розташоване на західному узбережжі гавані Акароа (практично навпроти містечка Акароа).
Вайнуї може означати «велика вода», «велика річка» або «велика затока». Вайнуї колись був домом для великого поселення племені Нгаті Мамое. У Вайнуї є важливі асоціації з племенем Нгаї Таху, оскільки тоді вождь Те Руахікікі заволодів бухтою для Нгаї Таху. Він заявив про свою вимогу, коли висадився на Вайнуї та викопав там коріння папороті. (Це був один із багатьох традиційних способів отримати землю). У легенді про Нгаї Таху — Тухіракі (гора Босу, 712 м; 43°50′58″ пд. ш. 172°53′13″ сх. д. / 43.84957° пд. ш. 172.886953° сх. д.), що лежить південніше Вайнуї, є місцем спочинку «ко» (палки для копання) вождя Ракайхауту. За легендою він використовував цю копальну палицю, щоб викопати багато озер Південного острова.
У 1856 році було створено заповідник Вайнуї Маорі, у якому було виділено 432 акра землі для Нгаї Тарева Хапу Нгаї Таху. За переписом 1857 року там проживало 40 осіб, але до 1861 року їхня кількість зменшилася до 20 осіб.
Пошта була заснована в 1874 році, телефонна станція в 1875 році, а школа в 1885 році та пресвітеріанська церква в 1911 році.

### Дювошель
Дювошель (англ. Duvauchelle; 43°44′59.28″ пд. ш. 172°55′55.56″ сх. д. / 43.7498000° пд. ш. 172.9321000° сх. д.) — невелике містечко, з населенням в 200 осіб (2023), яке розташоване на початку гавані Акароа.

### Даймонд Гарбор
Даймонд Гарбор (англ. Diamond Harbour; укр. Діамантова гавань; 43°37′43.6″ пд. ш. 172°43′53.6″ сх. д. / 43.628778° пд. ш. 172.731556° сх. д.) — невелике містечко, з населенням в 1650 осіб (2023), яке розташоване на південному узбережжі гавані Літтелтон, навпроти міста Літтелтон.

## Затоки
Внутрішні долини Порт-Гіллз, відомі як затоки Маккормакс і затоки Монкс, є затоками лиману Ейвон Гіткот, і не відносяться до прибережних заток півострова Бенкс. Обходячи узбережжя півострова з півночі на південь (за часовою стрілкою), можна зустріти:

### Затока Самнер
Затока Самнер (англ. Sumner Bay; 43°34′17.18″ пд. ш. 172°45′52.09″ сх. д. / 43.5714389° пд. ш. 172.7644694° сх. д.) — позначає прибережний перехід від довгого піщаного пляжу затоки Пегасус і низовини Кентерберійських рівнин до скелястих стрімчаків півострова Бенкс. У той час як Самнер політично і соціально вважається передмістям Крайстчерча, високі скелі Кліфтона і стовп вулканічної породи на пляжі, відомий місцевим жителям як скелі Рапануї або Шаг-Рок, позначають місце, де прибережні рівнини зустрічаються з півостровом.

### Помилка Тейлора

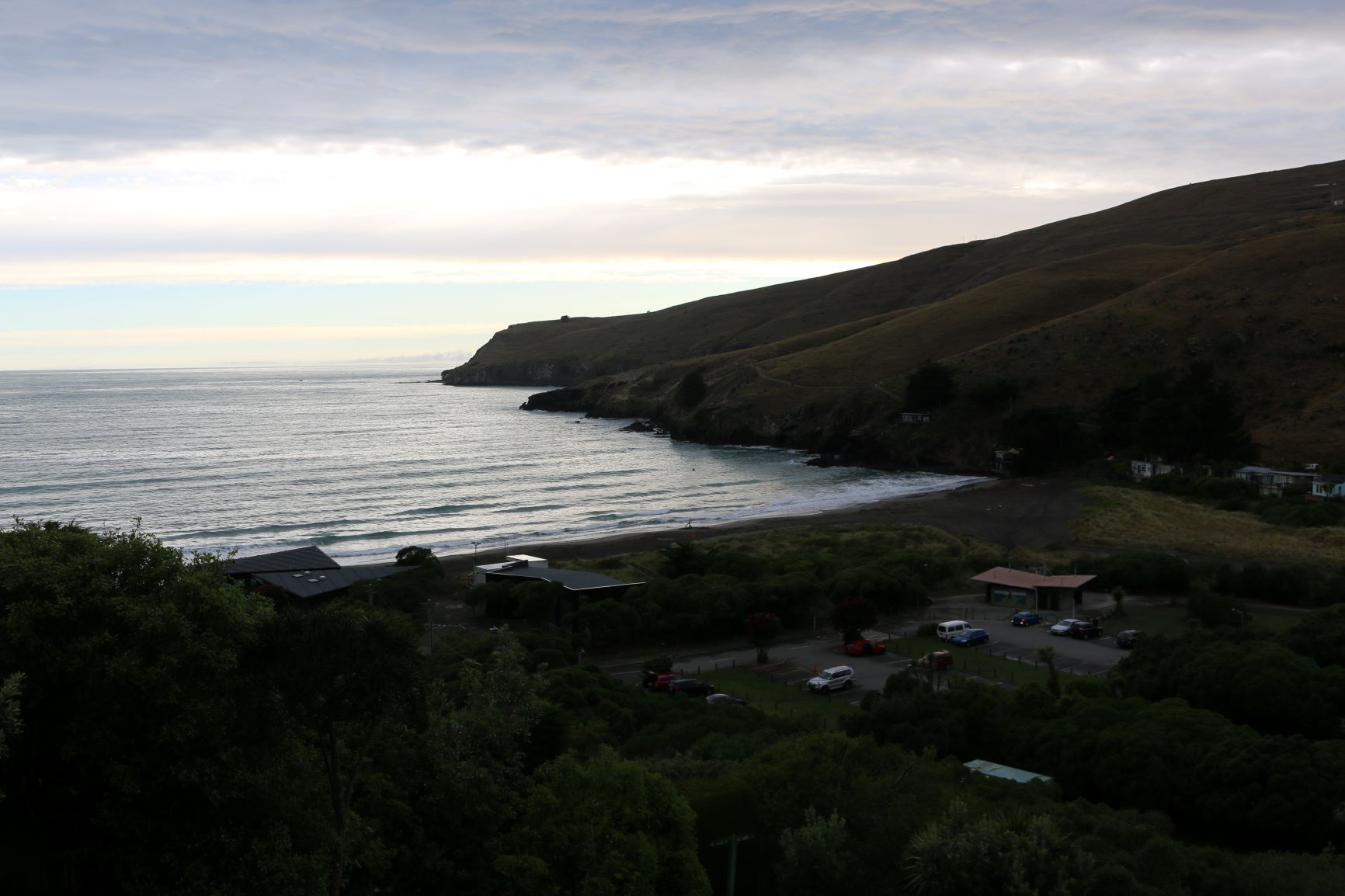
Затока «Помилка Тейлора» (2021)

Помилка Тейлора (англ. Taylors Mistake; маор. Te One-poto; 43°34′54.59″ пд. ш. 172°46′43.07″ сх. д. / 43.5818306° пд. ш. 172.7786306° сх. д.) — затока з пляжем для плавання в Крайстчерчі з низкою будинків для відпочинку вздовж узбережжя. Спочатку вона була відома як затока Вінсента через те, що капітан Джон Вінсент розбив тут свою шхуну. Згодом затока стала відома як «Помилка Тейлора» в 1853 році після чергової аварії корабля в затоці. Цього разу капітан Семюел Тейлор вночі розбив свій катер на ім'я «Гоук». Помилка Тейлора також відома на мові маорі, як Te One-poto.

### Гавань Літтелтон / Вакараупо

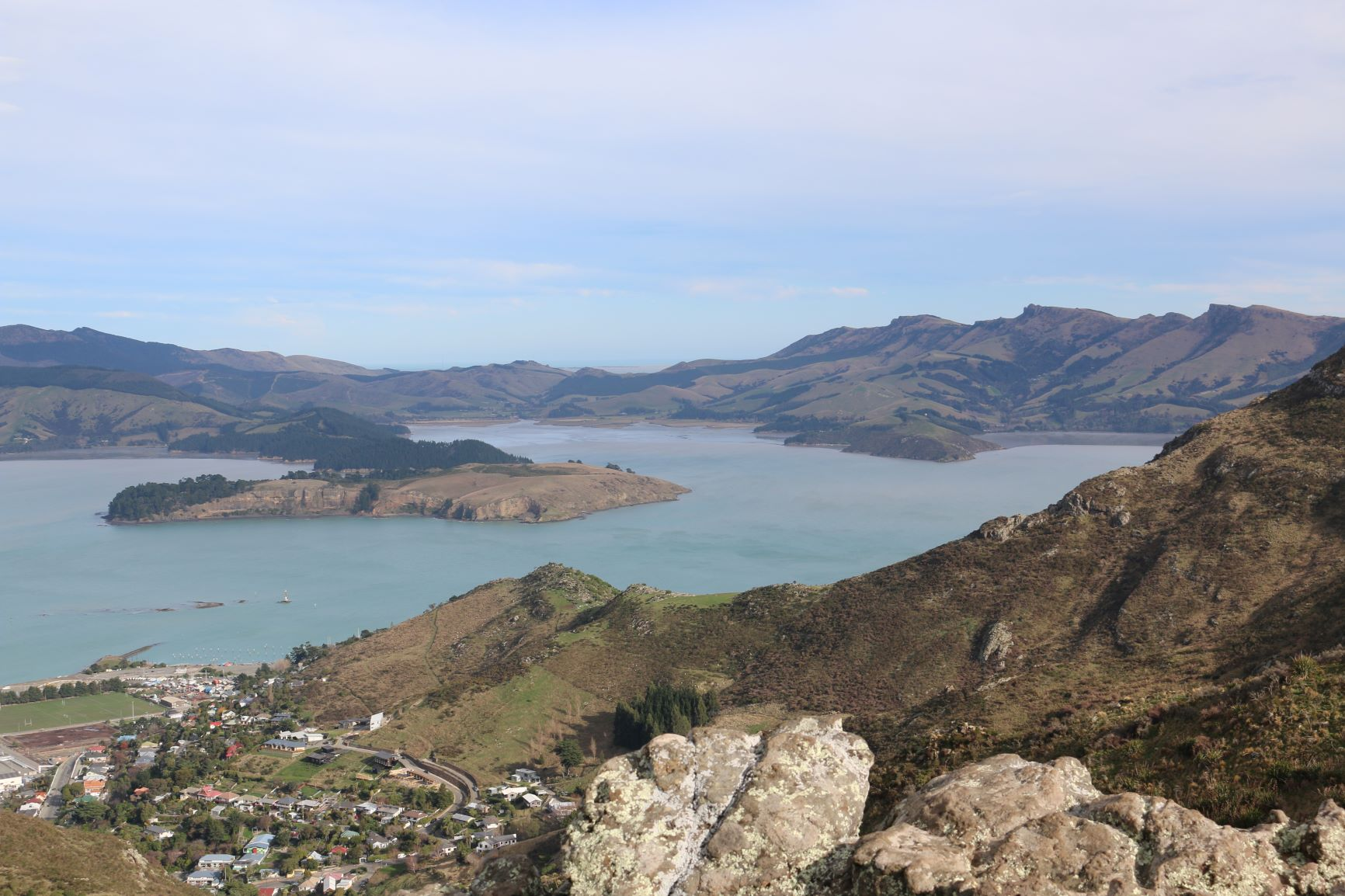
Lyttelton Harbour / Whakaraupō and Ōtamahua / Quail Island (2016)

Гавань Літтелтон / Вакараупо (англ. Lyttelton Harbour; маор. Whakaraupō; вхід у гавань 43°35′47.5″ пд. ш. 172°49′00.7″ сх. д. / 43.596528° пд. ш. 172.816861° сх. д.) — одна з найбільших (наряду з Акароа) гаваней на півострові Бенкс. У межах гавані знаходяться острови: Ауа/Короля Біллі, Камаутауруа, Отамахуа/Квіл і Ріпапа.

### Порт-Леві

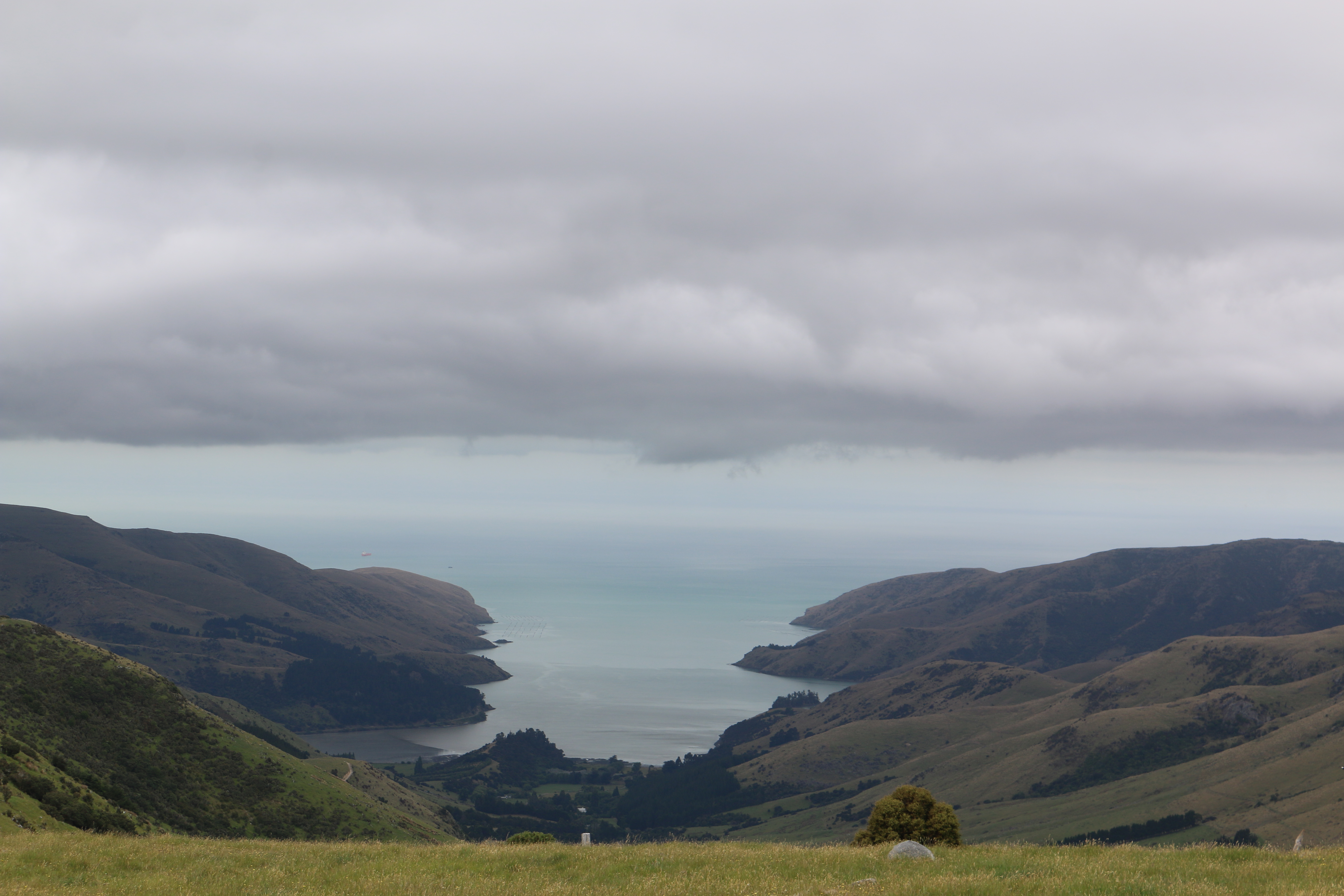
Порт-Леві (грудень 2020)

Порт-Леві (англ. Port Levy; маор. Koukourarata; вхід у затоку 43°36′14.3″ пд. ш. 172°50′29.7″ сх. д. / 43.603972° пд. ш. 172.841583° сх. д.) — одна з найбільших найпівнічніших заток на півострові Бенкс, довжиною близько 7 км, з максимальною шириною при вході понад 2 км. Її відвідували європейці з 1820-х років і мовою маорі вона відомі як Koukourarata.

### Голубина бухта

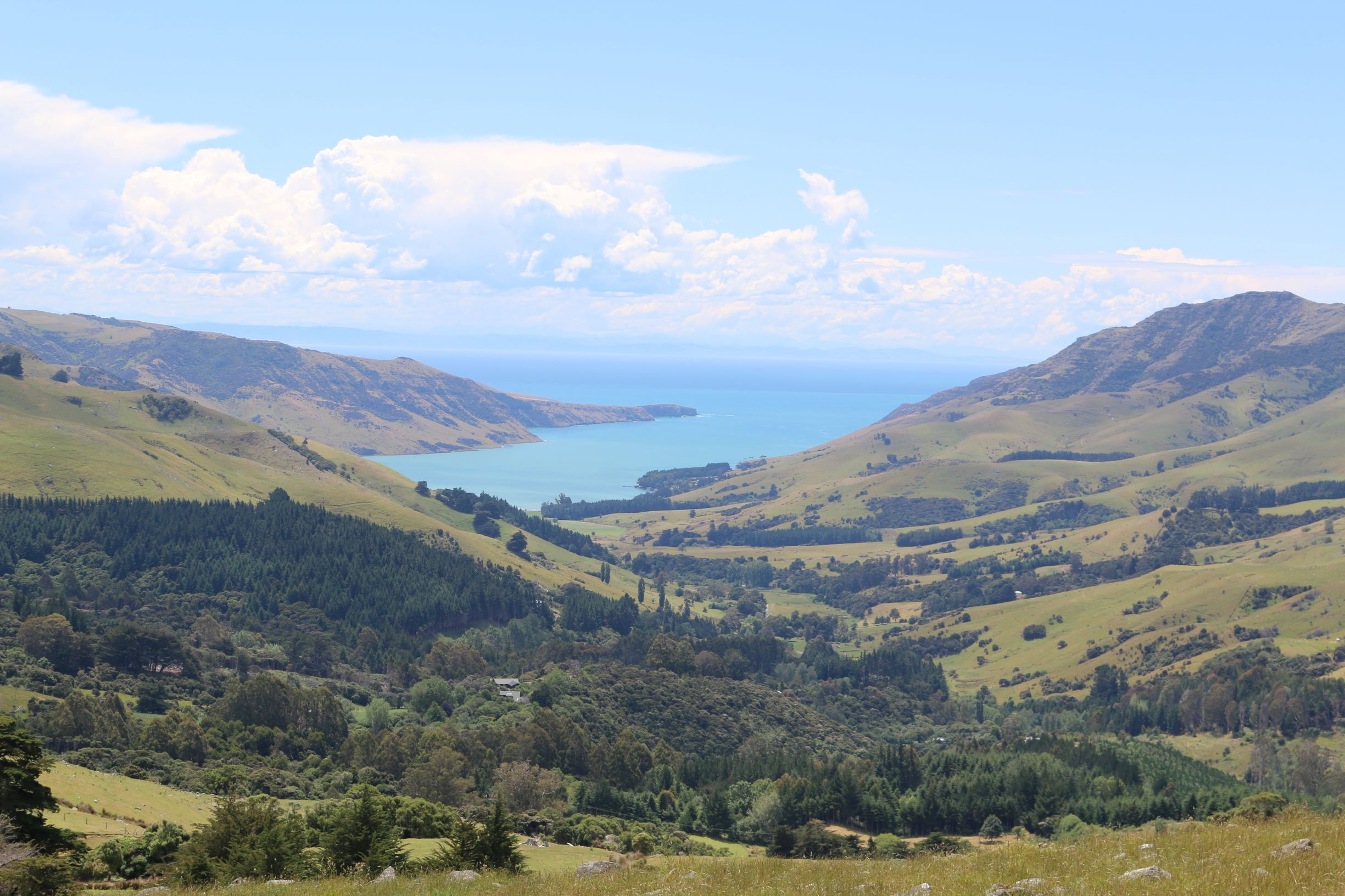
Голубина бухта (грудень 2020)

Голубина бухта (англ. Pigeon Bay; вхід у бухту 43°37′27.8″ пд. ш. 172°55′11.2″ сх. д. / 43.624389° пд. ш. 172.919778° сх. д.) — затока довжиною близько 7,5 км, з максимальною шириною при вході понад 1,5 км. Уздовж затоки є пішохідна доріжка, яка йде її східною стороною до кінця затоки. Дорога туди і назад займає близько 4-5 годин. Звідси відкривається вражаючий вид на узбережжя. В кінці затоки є невеличке однойменне поселення для туристів, де є кілька будиночків для відпочинку, а також яхт-клуб і кемпінг. Голубина затока, швидше за все, отримала свою назву від ранніх китобоїв, які побачили велику кількість новозеландських голубів (кереру) у лісах навколо Голубиної затоки. Перша згадка про Голубину затоку була в 1836 році.
Капітан Ланглуа відсвяткував свою «купівлю» півострова Бенкс 9 серпня 1840 року, піднявши французький прапор і виконавши салют із 101 гармати в Голубиній затоці.
Наприкінці серпня 1840 року «HMS Britomart» відвідав Голубину затоку, проводячи перше гідрографічне дослідження та зміцнюючи британський суверенітет над півостровом Бенкс.

### Малий Акалоа
Малий Акалоа (англ. Little Akaloa; Літтл-Акалоа; вхід у затоку 43°39′05.1″ пд. ш. 173°00′54.4″ сх. д. / 43.651417° пд. ш. 173.015111° сх. д.) — затока та невелике поселення розташоване в кінці затоки, на північно-східному узбережжі півострова Бенкс. Малий Акалоа називається «малим», щоб відрізнити його від Акароа. До 1864 року назва писалася як Гакароа. Здичавілі кози були проблемою Малого Акалоа, але успішне вибракування їх на початку 2019 року увінчує зусилля з викорінення їх на півострові Бенкс.

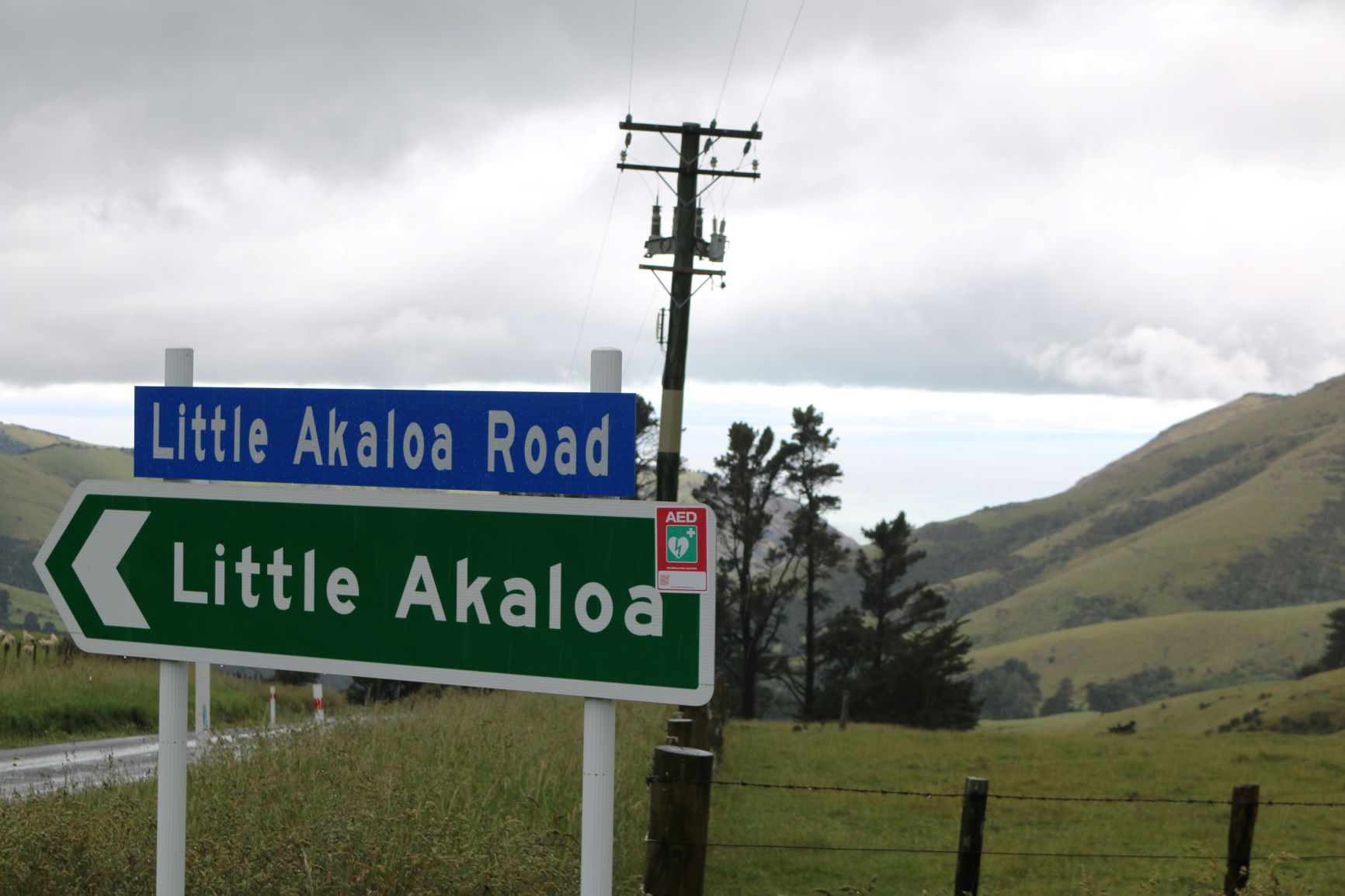
Поворот на Малий Акалоа (грудень 2020)

Риба-місяць (Mola mola) завдовжки 150 см викинулася на пляж в поселенні Малий Акалоа в 2013 році. Хоча ця рибу частіше зустрічають північніше.
Сільське господарство навколо Малого Акалоа є основою економіки, на другому місці — постачальники житла для туристів. Влітку популярний кемпінг у Літтл Акалоа. На пляжі є спуск для човнів.

### Затока Окейн

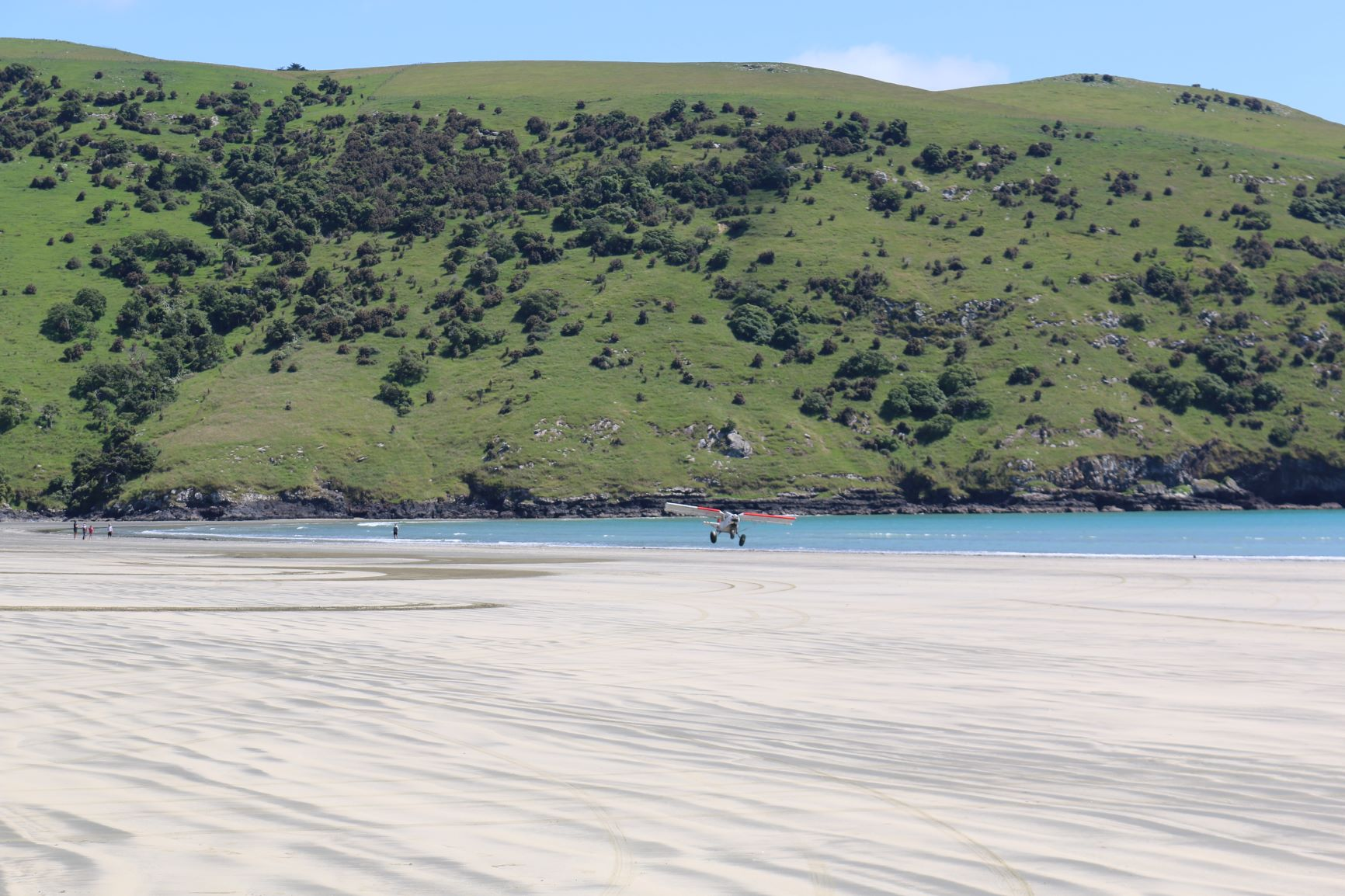
Легкомоторний літак приземляється на пляжі в затоці Окейн

Окейн (англ. Okains Bay; 43°41′18.17″ пд. ш. 173°4′28.88″ сх. д. / 43.6883806° пд. ш. 173.0746889° сх. д.) — затока і пляж на північно-східному узбережжі півострова Бенкс. В кінці затоки на її південно-західному узбережжі, в гирлі невеличкої річки Опара, лежить невелике однойменне поселення (Затока Окейн). Затока Окейн була визнана першим місцем висадки племені Нгаї Таху на півострові Бенкс.

### Бухта Ле Бонс

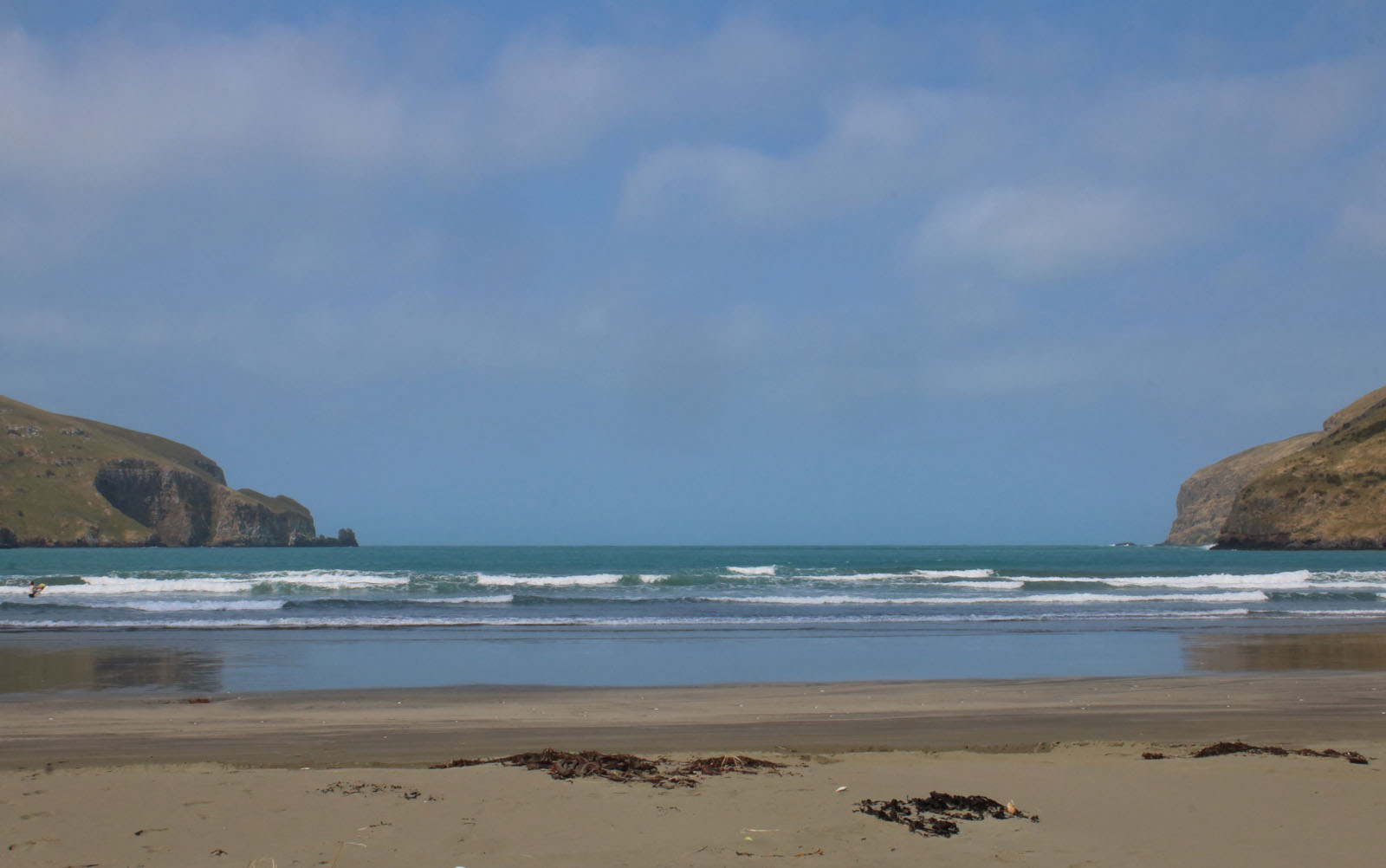
Бухта Ле Бонс (22 грудня 2019)

Бухта Ле Бонс (англ. Le Bons Bay; 43°44′4.48″ пд. ш. 173°6′25.59″ сх. д. / 43.7345778° пд. ш. 173.1071083° сх. д.) — затока на східному узбережжі півострова Бенкс. В кінці затоки є великий, часто порожній пляж на якому розташоване невелике селище з будиночками для відпочинку. Затоку оточують пагорби. На південно-західній стороні пляжу в море впадає невеличка однойменна річка (Ле Бонс), де часто веселяться новозеландські морські котики (Arctocephalus forsteri). Бухта спершу була відома як затока Бонс з 1845 року, вона стала називатися затокою Ле Бонс. Існує припущення, що або французький поселенець на ім'я Ле Бон проживав там, або ранні французькі поселенці називали її «Доброю бухтою», або що це спотворення назви «Бухта Кістки».
У 1857 році Джон Кафф і Вільям Кадден, вверх по річці Ле Бонс за 4 км від затоки, заснували поселення Ле-Бонс-Бей з лісозаводом. До 1878 року населення Ле-Бонс-Бей досягло 237 осіб. На цьому етапі вся деревина в цій місцевості була перероблена, і лісозавод до 1886 року був перевезений до затоки Гікорі (Гікорі-Бей).

### Затока Гікорі
Гікорі (англ. Hickory Bay; 43°46′46.95″ пд. ш. 173°6′53.4″ сх. д. / 43.7797083° пд. ш. 173.114833° сх. д.) — затока на східному узбережжі півострова Бенкс, відома як пляж, який забезпечує хороший серфінг. Затока відома мовою маорі як Waikerikikari (Вайкерікікарі — «Затока сердитих вод»). Узбережжя затоки ніколи не було постійно заселене племенами маорі.
Маршрут по мальовничому заповіднику Елланґован розташований прямо під Гірською дорогою приблизно за 7 км від затоки Гікорі у верхів'ї невеликої річки Елланґован, яка впадає в затоку.

### Затока Гофс
Гофс (англ. Goughs Bay; 43°48′33.34″ пд. ш. 173°6′17.25″ сх. д. / 43.8092611° пд. ш. 173.1047917° сх. д.) — затока на східному узбережжі півострова Бенкс, відома як пляж, який забезпечує хороший серфінг. Затока, найімовірніше, названа на честь китобоя Волтера Гофа, якого висадили на цей берег в 1836 році після спроби заколоту на китобійному барку «Australian». Він жив там у громаді маорі багато років. Вперше згадка про затоку Гофс датується 1858 роком, коли Елі Боріо, який прибув суди на борту корабля «Конте де Парі», придбав тут землю.
Затока Гофс — це місце для серфінгу з відкритим пляжем, який забезпечує стабільний серфінг протягом року.
У 2021 році було виділено фінансування на захист та огородження верхнього водозбірного басейну затоки Гофс. Ціль полягала в тому, щоб виключити сюди доступ поголів'я худоби, дати можливість місцевій рослинності, зокрема кущам, відновитися і покращити якість води. Зокрема будуть захищені хвойні рослини матаї (Prumnopitys taxifolia) та тотару (Podocarpus totara), а також низка місцевих тварин.
Сильний шторм і злива у грудні 2021 року завдала значної шкоди під'їзній дорозі до затоки Гофс, а кілька зсувів зробили дорогу непрохідною. Через п'ять тижнів дорогу все ще було закрито через 34 загородження, які блокували під'їзну дорогу. У звіті про реакцію міської ради Крайстчерча на шкоду, заподіяну ураганом, зазначено області, які потребують покращення у реагуванні міської ради Крайстчерча на надзвичайні ситуації.

### Затока Отанеріто
Отанеріто (англ. Otanerito Bay; 43°50′36.74″ пд. ш. 173°3′48.94″ сх. д. / 43.8435389° пд. ш. 173.0635944° сх. д.) — затока на південно-східному узбережжі півострова Бенкс, де мешкає у своєму селищі (па) плем'я Нгаті Мамое і розташований стародавній могильник маорі, можливо, означає «місце Тане, родюче». З 1987 року тут розташований заповідник Гіневай. Затока Отанеріто, до 2017 року, також була частиною Маршрут Бенкс (Бенкс-Трек).

### Затока Флі / Погату
Флі-Бей / Погату (англ. Flea Bay; маор. Pōhatu; 43°52′28.1″ пд. ш. 173°0′44.47″ сх. д. / 43.874472° пд. ш. 173.0123528° сх. д.) — затока на південно-східному узбережжі півострова Бенкс, має великі колонії пінгвінів і тюленів, тут розташований морський заповідник Погату. Морський заповідник є домом для багатьох видів риб, у тому числі трьохперкові (Tripterygiidae), круглоперкові (Cyclopteridae), мокі (moki), масляної, плямистої або пакеті (Notolabrus celidotus), смугастого губана (Notolabrus fucicola), новозеландської блакитної тріски (Parapercis colias), риби-шкірянки (Oligoplites saurus), лобстерів (Nephropidae), пауа (Pāua) та скелястого окуня.

### Гавань Акароа

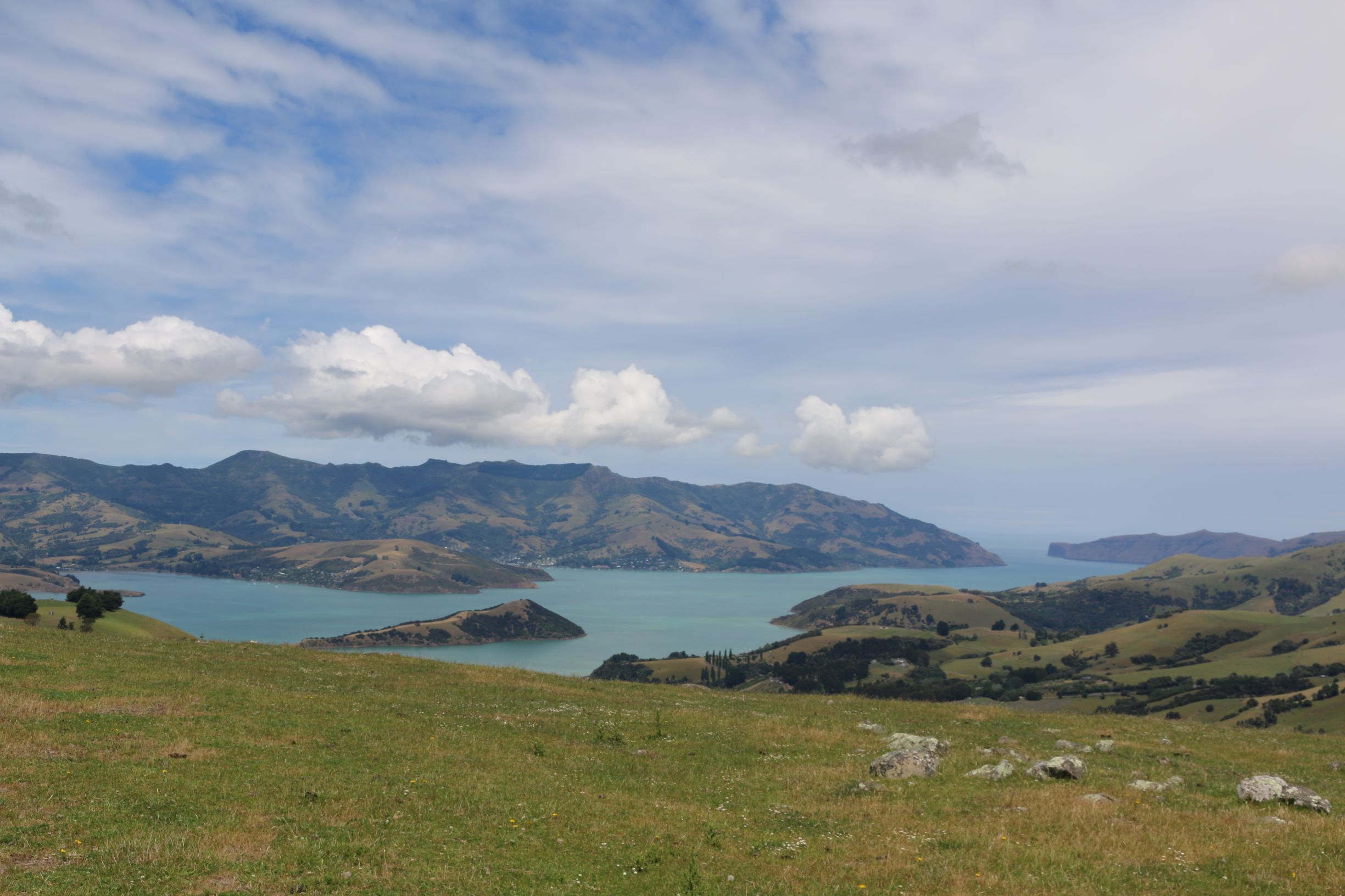
Гавань Акароа (грудень 2020)

Гавань Акароа (англ. Akaroa Harbour; вхід у гавань 43°53′33.8″ пд. ш. 172°57′48.1″ сх. д. / 43.892722° пд. ш. 172.963361° сх. д.) — одна з двох найбільших гаваней півострова Бенкс наряду з гаванню Літтелтон / Вакараупо. Має вихід в океан на південному узбережжі півострова Бенкс.

### Затока Перакі

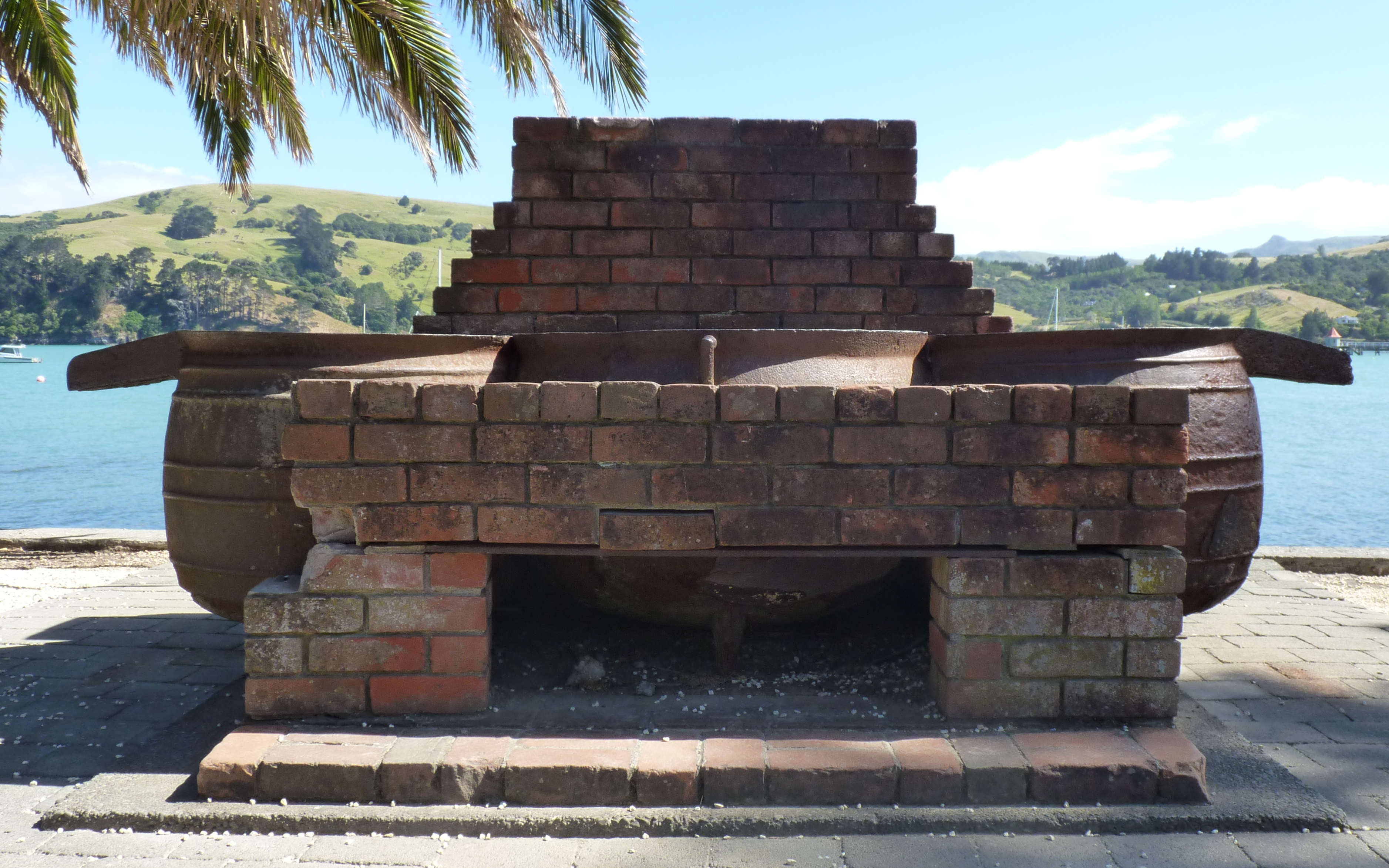
Меморіал на пляжі Перакі на честь сторіччя першого білого поселенця в Кентербері, капітана Джорджа Гемпельмана.

Затока Перакі (англ. Peraki Bay; маор. Pireka; 43°52′22.45″ пд. ш. 172°48′54.41″ сх. д. / 43.8729028° пд. ш. 172.8151139° сх. д.) — одна з найбільших заток на південно-західному узбережжі півострова Бенкс. Існує кілька варіантів написання назви Перакі. У 1830-1840-х роках тут була китобійна станція, заснована капітаном Джорджем Гемпельманом.

### Затока Те-Ока

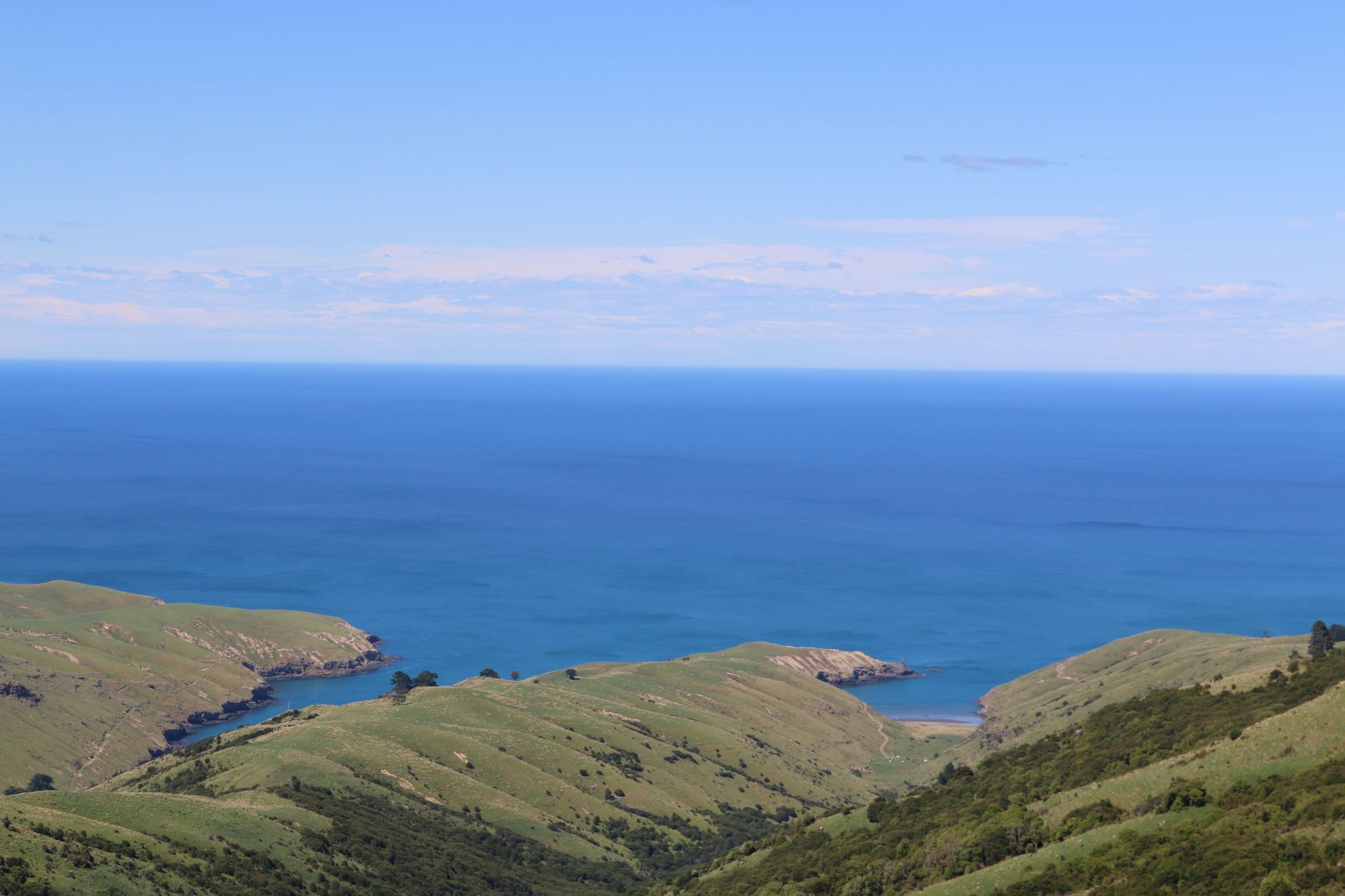
Затока Те-Ока (ліворуч) і бухта Тумблдаун (праворуч)

Затока Те-Ока (англ. Te Oka Bay; 43°51′29.42″ пд. ш. 172°46′41.23″ сх. д. / 43.8581722° пд. ш. 172.7781194° сх. д.) — одна із заток на південно-західному узбережжі півострова Бенкс. В затоку впадає невеличка однойменна річка (Те-Ока).

### Бухта Тамблдаун/Те Кайо

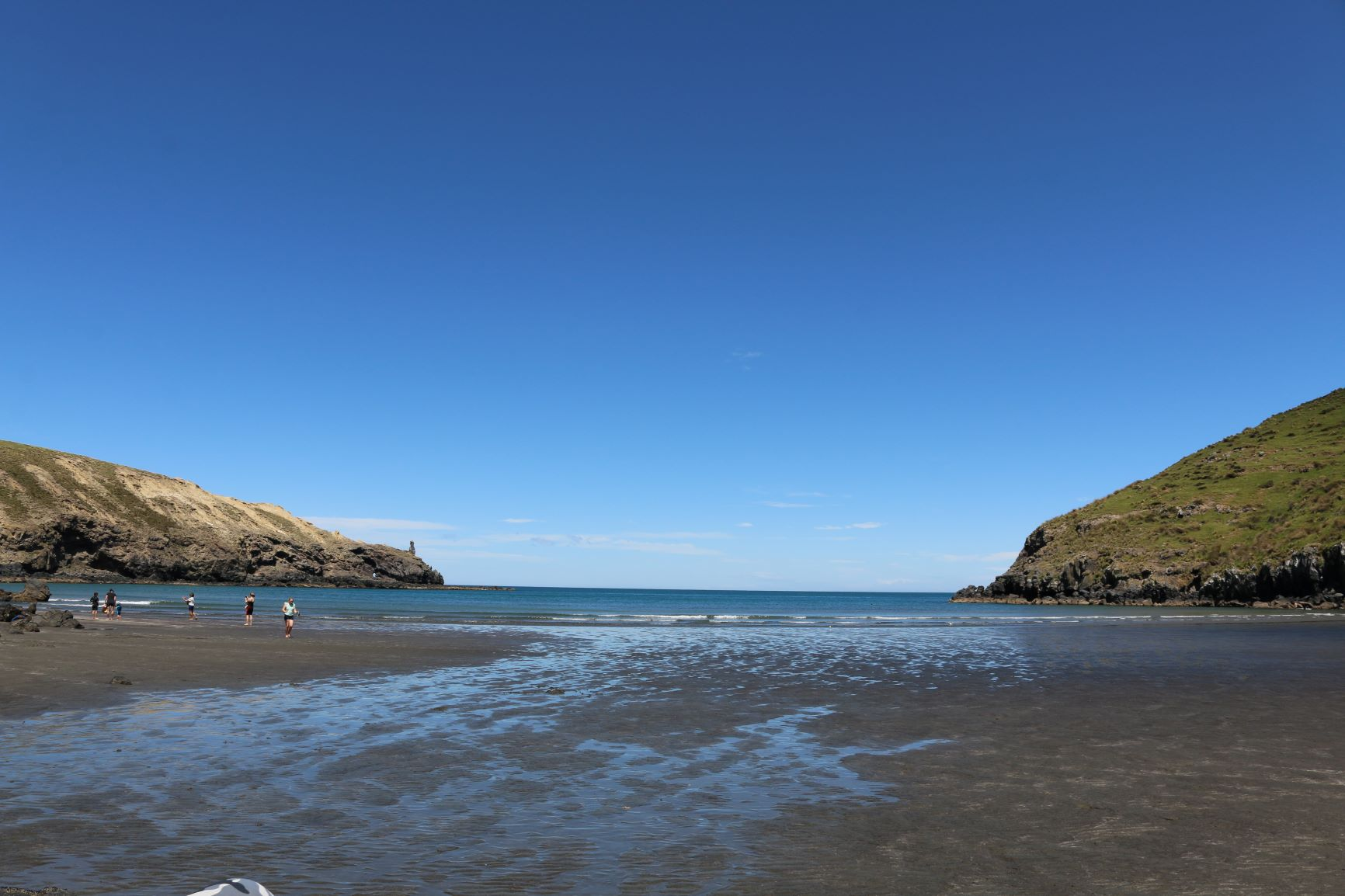
Бухта Тамблдаун

Бухта Тамблдаун (англ. Tumbledown Bay; маор. Te Kāio; 43°51′29.38″ пд. ш. 172°46′3.04″ сх. д. / 43.8581611° пд. ш. 172.7675111° сх. д.) — затока на південно-західному узбережжі півострова Бенкс, вважається одним з найкращих пляжів поблизу Крайстчерча. Більшості туристам не подобається дорога туди, тому тут зазвичай дуже малолюдно. У затоці Тамблдаун за доєвропейських часів проживало доволі чисельне населення племен маорі. У ході численних археологічних розкопок було виявлено артефакти, зокрема фрагменти інструментів, рибальські гачки, каміння печі, останки тюленів, курі (собаки), туатари, пінгвінів, ківі, кереру і моа.
Бухта Тамблдаун була названа внаслідок пригод Біллі Сімпсона, який працював над вітрильними човнами в цьому районі ще в 1836 році. Йому доручили забрати ящик алкоголю з місцевої китобійної станції. Повертаючись назад, він сів у бухті і випив чарку-другу. Підвівшись, він ненароком зачепив і перевернув ящик з пляшкам, які покотилися вниз по схилу пагорба й розбилися, звідси й виникла назва бухти від слів: «перевернути, перекинути вниз» (англ. Tumble down). Найперша згадка про назву затоки Тамблдаун датується 1842 роком.
Біля входу в затоку є два невеликі острівці під назвами Яхін і Боаз (на честь назв стовпів в притворі храму Соломона). Вважається, що їх назвав єпископ Джордж Селвін.
У 1911 році 98-тонна шхуна «Bell Flower» зазнала аварії на скелях поруч із затокою Тумблдаун.

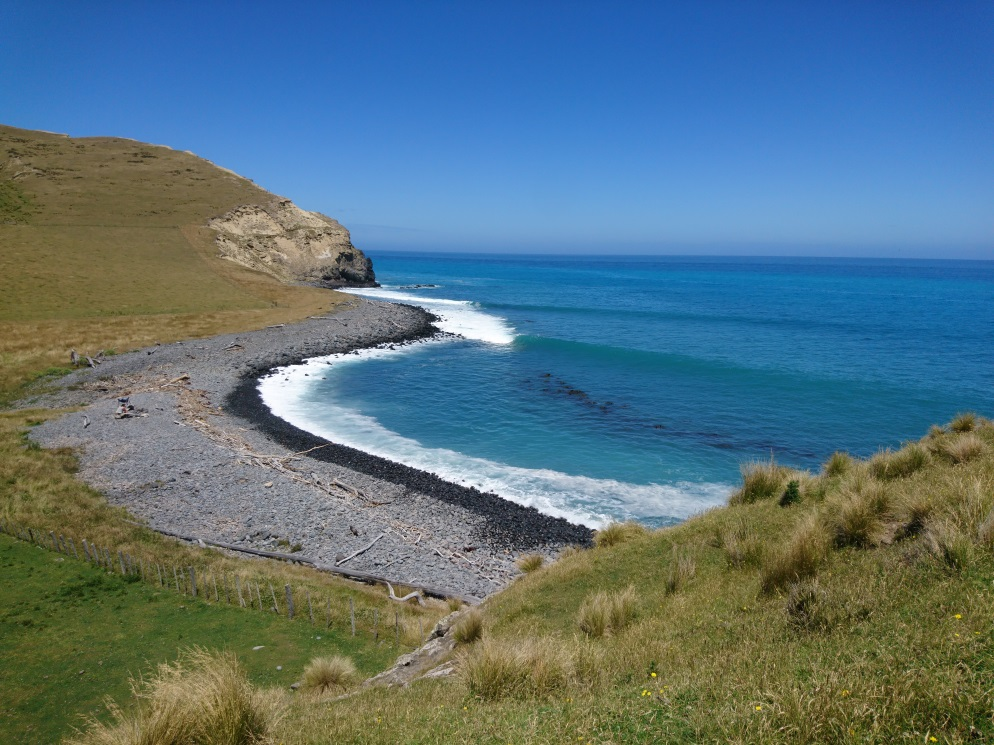
Серфінг у затоці Магнет

### Затока Магнет
Затока Магнет (англ. Magnet Bay; маор. Makara; 43°50′35.8″ пд. ш. 172°44′27.2″ сх. д. / 43.843278° пд. ш. 172.740889° сх. д.) — затока на південно-західному узбережжі півострова Бенкс, відома як популярнее місце для серфінгу. Вона має відкритий риф і точку розриву хвилі. Природні умови забезпечують досить стабільний прибій цілий рік. Затока відома мовою маорі як Makara, і певний час на її узбережжі існувало маорійське укріплене поселення (па). Затока Магнет названа на честь 148-тонного барка «Магнет», який зазнав корабельної аварії в бухті 3 вересня 1844 року. Він плив під керівництвом капітана Льюїса, який прямував з Веллінгтона до Вайкуаїті (Отаго). Під час корабельної аварії одна людина загинула. В затоку впадає невеличка безіменна річка.

## Озера

### Озеро Форсайт

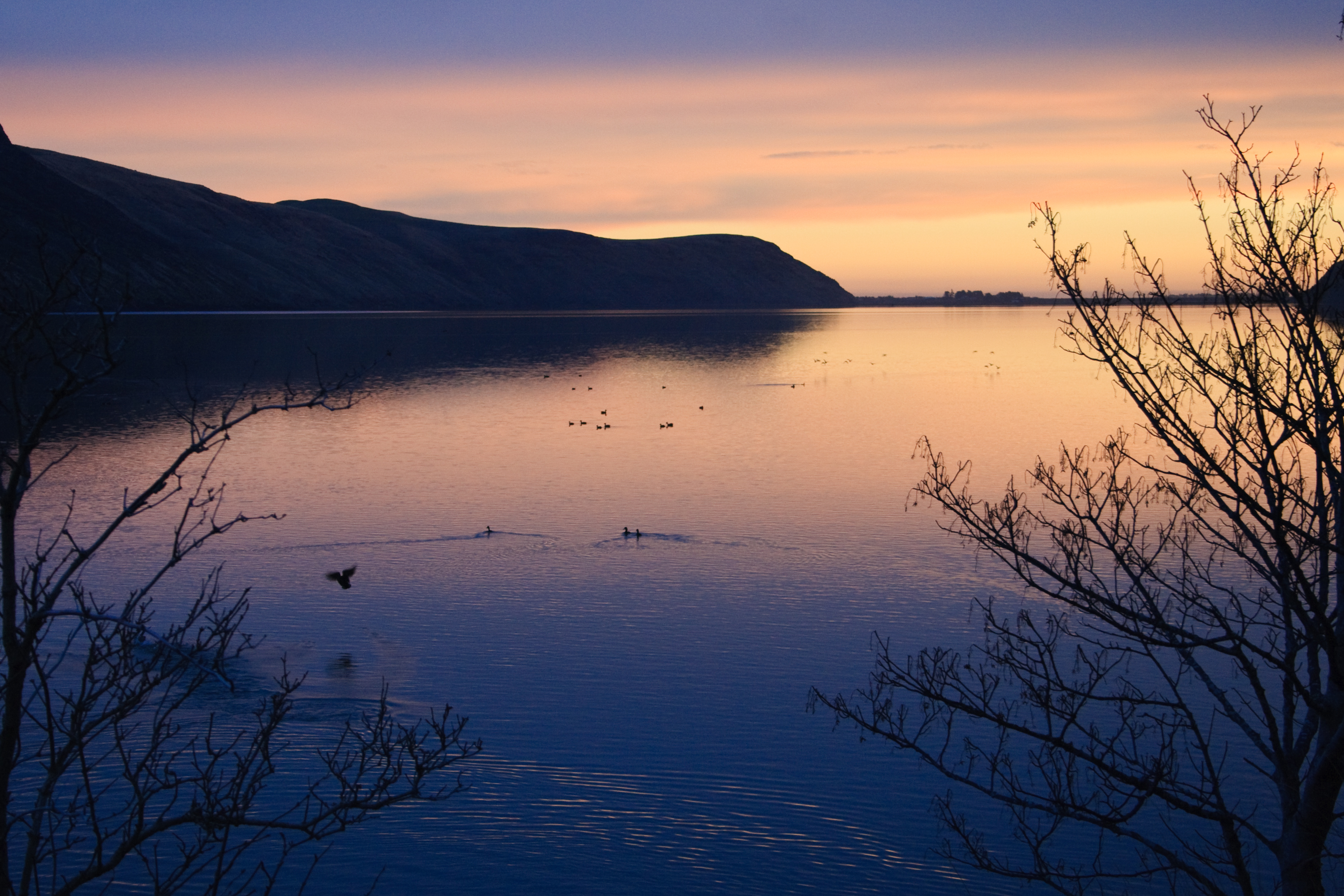
Захід сонця на озері Форсайт

Озеро Форсайт (англ. Lake Forsyth; маор. Te Roto o Wairewa; 43°48′18″ пд. ш. 172°44′26.52″ сх. д. / 43.80500° пд. ш. 172.7407000° сх. д.) — озеро (відоме маорі як Te Roto o Wairewa), розташоване на південно-західній стороні півострова Бенкс, біля східного краю набагато більшого озера Елсмір/Те Вайгора. Державне шосе SH 75 до Акароа та залізнична стежка «Літл-Рівер» проходять уздовж північно-західного боку озера. Довжина озера 7,6 км, при максимальній ширині 1,3 км. Площа озера становить 6,28 км², а глибина до 3 м. Окрім безлічі невеличких струмків, в озеро впадає 1,5 кілометрова річка Такірітавай, яка утворюється від злиття річок Окана (права) та Окуті (ліва).

### Озеро Елсмір

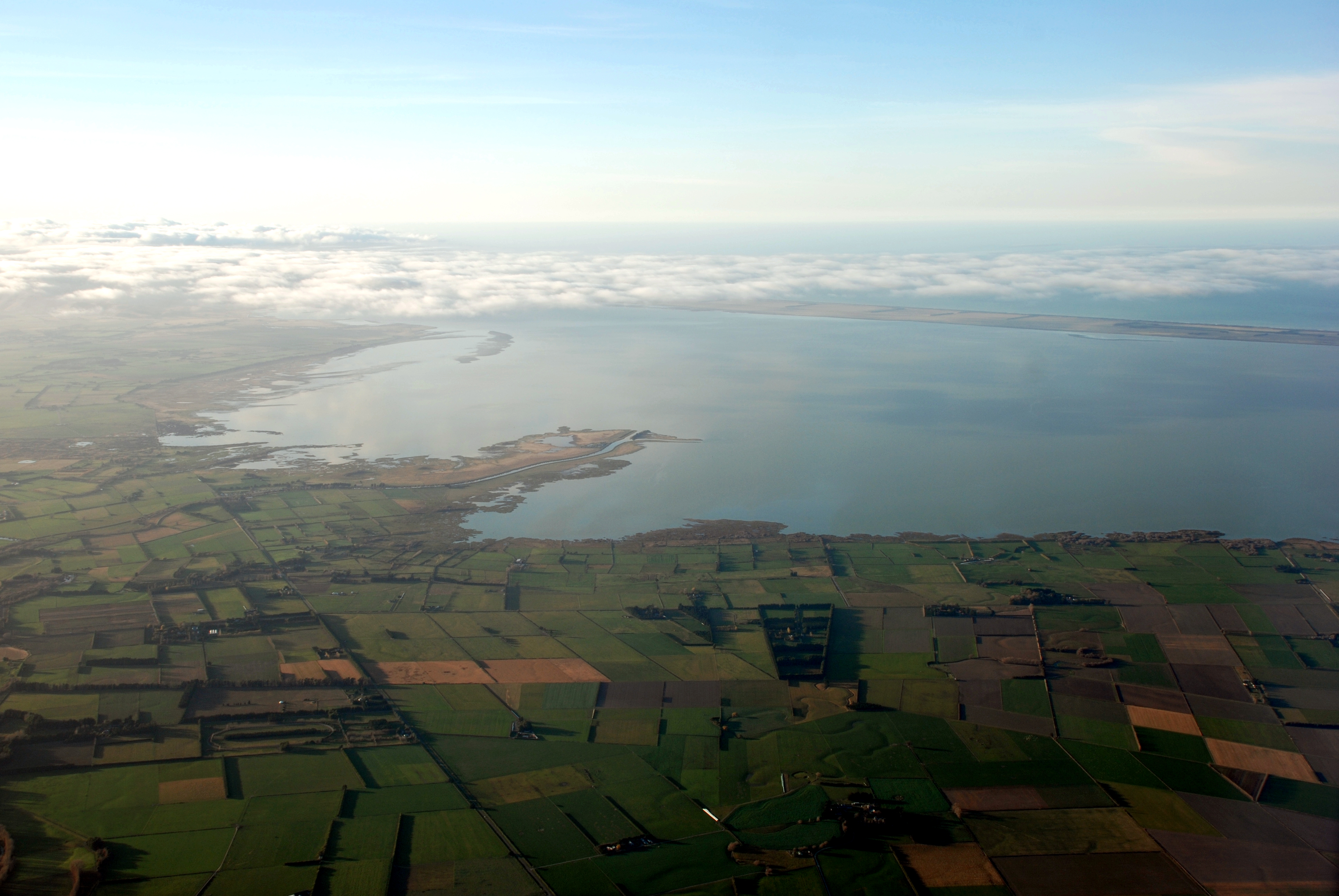
Озеро Елсмір з повітря

Озеро Елсмір/Те Вайгора (англ. Lake Ellesmere; маор. Te Waihora; 43°47′48.96″ пд. ш. 172°27′40.75″ сх. д. / 43.7969333° пд. ш. 172.4613194° сх. д.) — це широке мілке прибережне озеро або ватуна в регіоні Кентербері. Воно розташоване безпосередньо на захід від півострова Бенкс, відокремлене від Тихого океану вузькою піщаною косою, або, точніше, бар'єром Кайторете. Воно частково розташоване у крайній південно-східній частині району Селвін і частково в південно-західному продовженні колишнього округу півострова Бенкс, який з 2006 року є районом міста Крайстчерч. Озеро має велике історичне та культурне значення для корінного населення маорі, а традиційна назва маорі Те Вайгора означає «розлив води». Офіційно воно має подвійну англійську та маорійську назву принаймні з 1938 року. Довжина озера 30,5 км, при максимальній ширині 14,5 км. Площа озера становить 197,8 км², а максимальна глибина до 2,1 м. Окрім безлічі невеличких струмків і річечок таких як Ірвелл, в озеро впадає 80-ти кілометрова плетена річка Селвін, яка своїми наносами і утворила вузьку піщану косу Кайторете, яка відокремила лагуну від океану. Також ця коса частково була утворена наносами річок таких як Ракая що були принесені цими річками в Кентерберійську затоку і потужними південними хвилями були перенесені на північ прибережним дрейфом до узбережжя півострова Бенкс.

## Гори
Півострів Бенкс включає численні пагорби або гори. Найменовані вершини висотою понад 700 метрів включають:

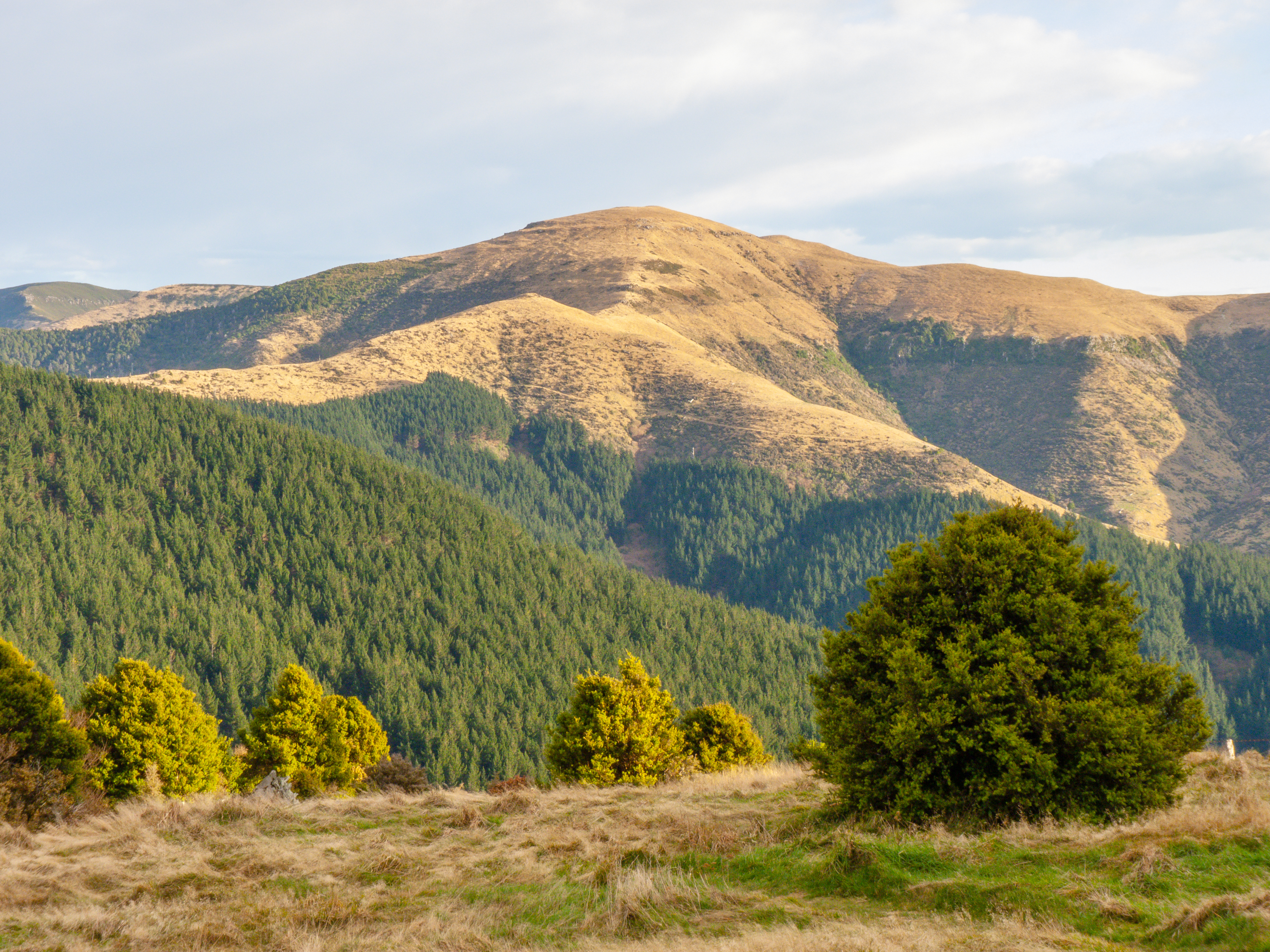
Гора Герберт

Гора Герберт/Те Аху Патікі (англ. Mount Herbert; маор. Te Ahu Pātiki; 43°41′21.91″ пд. ш. 172°44′29.62″ сх. д. / 43.6894194° пд. ш. 172.7415611° сх. д.) — найвища вершина на півострові Бенкс, висотою 919 м.
Гора Бредлі (англ. Mount Bradley; 43°41′42.54″ пд. ш. 172°42′36.4″ сх. д. / 43.6951500° пд. ш. 172.710111° сх. д.) — друга за висотою вершина на півострові Бенкс (855 м), була названа на честь Реджинальда Роберта Бредлі, який займався фермою в Чартеріс-Бей з 1858 року, а також був вікарієм парафії Гувернорс-Бей і Пурау. Його старший син, Ортон Бредлі, отримав ферму, яка після його смерті в 1943 році стала парком Ортона Бредлі.
Гора Сінклер (англ. Mount Sinclair; маор. Tarawera; 43°43′0.39″ пд. ш. 172°51′35.7″ сх. д. / 43.7167750° пд. ш. 172.859917° сх. д.) — вершина висотою 841 м, була названа на честь капітана Френсіса Сінклера, який жив у Голмс-Бей. Він потонув у 1846 році, пливучи з півострова Бенкс до Веллінгтона на своїй шхуні «Джессі Міллар». На маорі гора Сінклер відома як Таравера.
Сідловий пагорб (англ. Saddle Hill; маор. Puwaitaha або Ka Mokaikai; 43°48′2.63″ пд. ш. 172°51′35.96″ сх. д. / 43.8007306° пд. ш. 172.8599889° сх. д.) — вершина висотою 841 м, за формою відповідає своїй описовій назві. Французькі поселенці назвали його Pitou Comete, а маорі назвали Пувайтаха або Ка Мокайкай. Поруч з вершиною є джерело, відоме як Te Wai-o-hine-puariari.
Гора Фіцджеральд (англ. Mount Fitzgerald; 43°42′26.03″ пд. ш. 172°50′9.67″ сх. д. / 43.7072306° пд. ш. 172.8360194° сх. д.) — вершина висотою 826 метрів, виходить на затоку Голмс що в Голубиній бухті. Вона названа на честь Вільяма Фіцджеральда, який прибув до Голубиної бухти у 1861 році та викладав в Академії Піджен-Бей до 1869 року.
Флаг-Пік (англ. Flag Peak) — вершина висотою 809 м.
Пік Стоун-Бей (англ. Stony Bay Peak) — вершина висотою 806 м.
Брасеноз (англ. Brasenose) — вершина висотою 785 м.
В'ю-Гілл (англ. View Hill) — вершина висотою 762 м.
Гай-Бер-Пік (англ. High Bare Peak) — вершина висотою 756 м.
Лаверікс (англ. Lavericks; маор. Ōtepatotu; 43°44′47.56″ пд. ш. 173°1′1.15″ сх. д. / 43.7465444° пд. ш. 173.0169861° сх. д.) — вершина висотою 755 м. Вершина і затока Лаверікс-Бей могли бути названі на честь кількох людей. Джордж Лаверік був першим поселенцем у цій місцевості. Вони також могли бути названі на честь капітана Лаверіка зі шхуни «Лукін», яка постачала провіант до Акароа та півострова на початку 1840-х років. Третє пояснення полягає в тому, що вони могли бути названі на честь Чарлі Лаверу, француза, який опинився в бухті через негоду під час полювання. Вершина мовою маорі називається Отепатоту.
Пік Дювошель (англ. Duvauchelle Peak; 43°43′11.33″ пд. ш. 172°58′2.56″ сх. д. / 43.7198139° пд. ш. 172.9673778° сх. д.) — вершина висотою 738 м. Пік і місто Дювошель були названі на честь братів Дювошель, які прибули в 1840 році в Акароа. Вони тримали магазин в Акароа, перш ніж відправитися на острови південної частини Тихого океану в 1843 році.
Гора Еванс (англ. Mount Evans; 43°38′38.94″ пд. ш. 172°46′52.67″ сх. д. / 43.6441500° пд. ш. 172.7812972° сх. д.) — вершина висотою 703 м, в якийсь момент між 1849 і 1850 роками, була названа на честь першого лейтенанта Фредеріка Еванса з оглядового веслового корабля «HMS Acheron».

## Піші доріжки

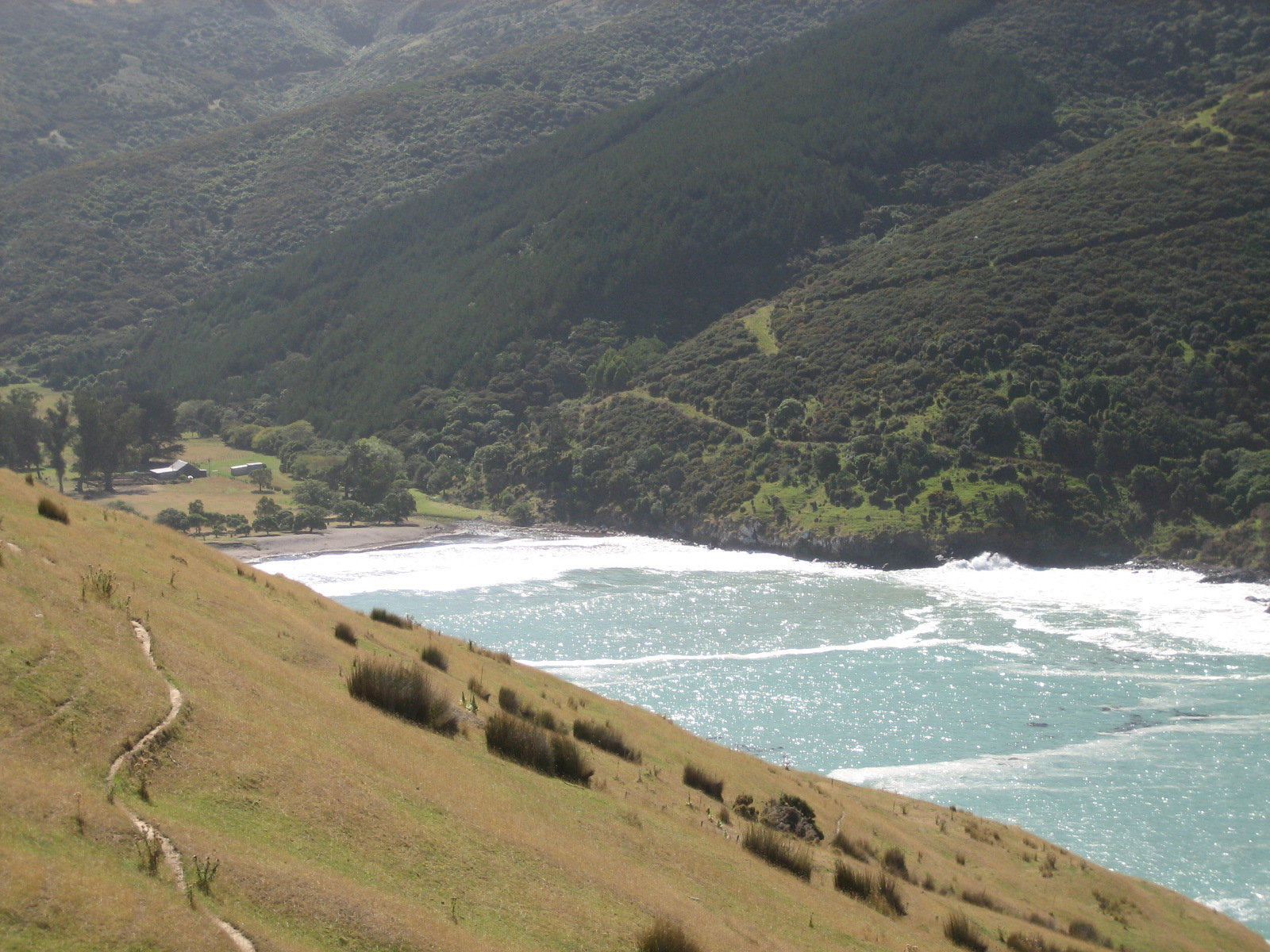
Бенкс-Трек (2007)

### Бенкс-Трек
Бенкс-Трек (англ. Banks Track) — це 31-кілометровий кільцевий маршрут, який починається в Акароа, та прямує через Флі-Бей, Стоні-Бей і заповідник Гіневай.

### Те-Ара-Патака (доріжка до вершини)

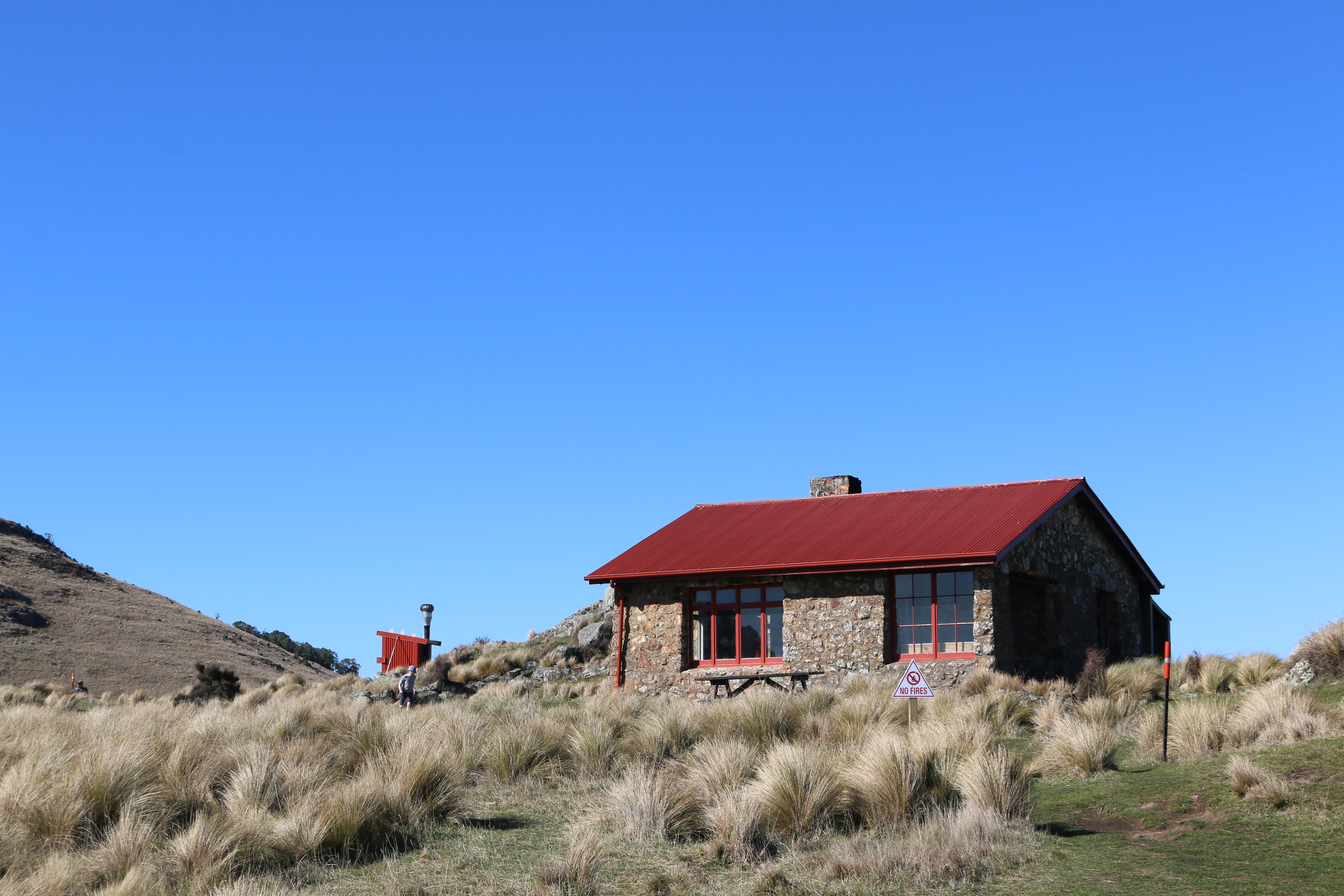
Хатина «В'ючного коня» (2020)

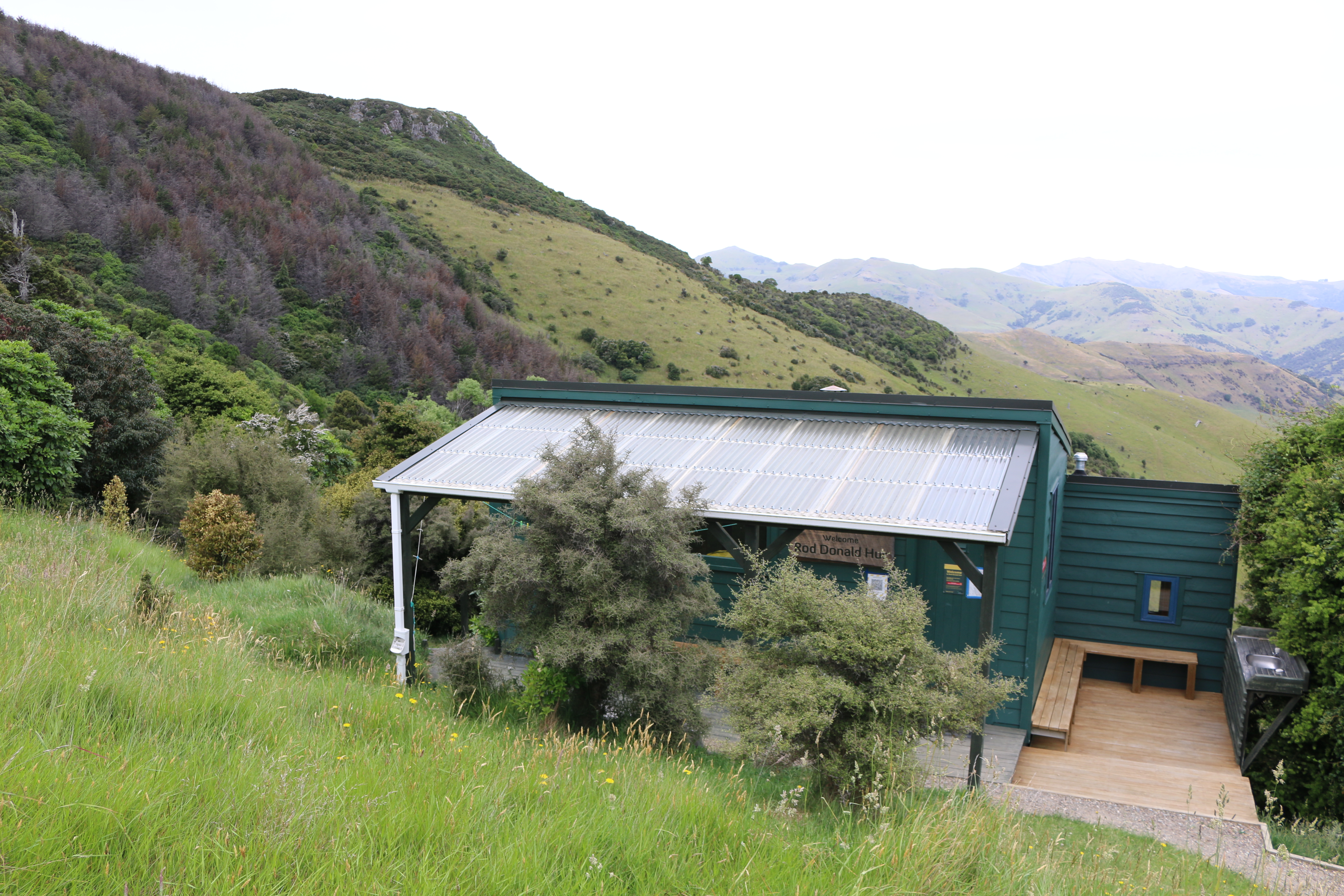
Хатина «Рода Дональда» (грудень 2020)

Те Ара Патака (пішохідна доріжка до вершини) — це триденна прогулянка, яку можна починати з кількох місць. Найдовші маршрути починаються або з перевалу Геббіс, або з долини Кайтуна та прямують до хатини «В'ючного коня» в перший день. На другий день мандрівники слідують стежкою, що перетинає гору Бредлі (855 метрів), а потім піднімається на гору Герберт (919 метрів), перш ніж спуститися до сідла Порт-Леві. Звідси можна за декілька хвилин дійти до другої ночівлі в хатині «Рода Дональда». Третій день займає гори Фіцджеральд (826 метрів) та Сінклер (841 метр). Далі траса спускається повз 2000-річну гігантську тотару (Podocarpus totara) в мальовничому заповіднику «Монтгомері-Парк», а потім закінчує біля таверни «Гіллтоп» на державному шосе SH 75.

## Ле-Раса
Щорічна шосейна велогонка на 100 км від Соборної площі в Крайстчерчі до Акароа проходить через півострів Бенкс. Маршрут піднімається вгору по дорозі «Дайєрс-Пасс», далі слідує Гірською дорогою вздовж Порт-Гіллз перед спуском по перевалу Геббіс до державного шосе SH 75. Потім маршрут піднімається до «Гіллтоп», а потім повертає та прямує Гірською дорогою, піднімається на пік Дювошель і спускається по Лонг-Бейс-роуд до Акароа. Гонку тричі вигравали Марк Бейлі та Майкл Вінк, двічі Джеремі Єйтс і Деніел Вайтгаус. Гейден Ролстон (2016) і Браян Фаулер (2005) також вигравали її. У жіночих змаганнях Джо Буїк, Рета Тротман і Шарлотта Лукас вигравали по тричі.

## Культові споруди
У долинах і на узбережжях заток півострова Бенкс є кілька історичних культових споруд. До них належать:
- Костел Святого Іоанна Євангеліста, Літл-Рівер
- Англіканська церква Святого Іоанна Євангеліста, затока Окейн
- Англіканська церква Святого Іоанна Євангеліста, Дювошель
- Костел Святого Патрика, Акароа
- Англіканська церква Святого Петра, Акароа
- Пресвітеріанська церква Трійці, Акароа
- Англіканська церква Святого Кентігерна, долина Кайтуна
- Церква пресвітеріанської громади Вайнуї
- Англіканська церква Святого Луки, Малий Акалоа
- Пресвітеріанська церква Нокса, Голубина бухта
- Англіканська церква Святого Павла, Порт-Леві
- Церква Богоявлення Господнього, англіканська церква, долина Геббіс
- Англіканська церква Святого Катберта, Алландейл
- Англіканська церква Святого Петра, Теддінгтон
- Англіканська церква Святого Андрія, Літл-Рівер
- Англіканська церква Онуку, Кайк, дорога Онуку, Акароа
- Англіканська церква Святого Андрія, бухта Ле Бонс
- Церква Покрови Пресвятої Богородиці, бухта Ле Бонс

## Клімат
| Клімат півострова Бенкс (бухта Ле Бонс), висота 238 м, (1991—2020) | Клімат півострова Бенкс (бухта Ле Бонс), висота 238 м, (1991—2020) | Клімат півострова Бенкс (бухта Ле Бонс), висота 238 м, (1991—2020) | Клімат півострова Бенкс (бухта Ле Бонс), висота 238 м, (1991—2020) | Клімат півострова Бенкс (бухта Ле Бонс), висота 238 м, (1991—2020) | Клімат півострова Бенкс (бухта Ле Бонс), висота 238 м, (1991—2020) | Клімат півострова Бенкс (бухта Ле Бонс), висота 238 м, (1991—2020) | Клімат півострова Бенкс (бухта Ле Бонс), висота 238 м, (1991—2020) | Клімат півострова Бенкс (бухта Ле Бонс), висота 238 м, (1991—2020) | Клімат півострова Бенкс (бухта Ле Бонс), висота 238 м, (1991—2020) | Клімат півострова Бенкс (бухта Ле Бонс), висота 238 м, (1991—2020) | Клімат півострова Бенкс (бухта Ле Бонс), висота 238 м, (1991—2020) | Клімат півострова Бенкс (бухта Ле Бонс), висота 238 м, (1991—2020) | Клімат півострова Бенкс (бухта Ле Бонс), висота 238 м, (1991—2020) |
| Показник                                                           | Січ.                                                               | Лют.                                                               | Бер.                                                               | Квіт.                                                              | Трав.                                                              | Черв.                                                              | Лип.                                                               | Серп.                                                              | Вер.                                                               | Жовт.                                                              | Лист.                                                              | Груд.                                                              |                                                                    |
| Середній максимум, °C                                              | 19,1                                                               | 18,9                                                               | 17,4                                                               | 15,2                                                               | 13,2                                                               | 10,9                                                               | 10,0                                                               | 10,5                                                               | 12,4                                                               | 14,0                                                               | 15,4                                                               | 17,5                                                               |                                                                    |
| Середня температура, °C                                            | 15,4                                                               | 15,4                                                               | 14,1                                                               | 12,2                                                               | 10,4                                                               | 8,4                                                                | 7,6                                                                | 7,9                                                                | 9,3                                                                | 10,5                                                               | 11,9                                                               | 13,9                                                               |                                                                    |
| Середній мінімум, °C                                               | 11,7                                                               | 11,9                                                               | 10,9                                                               | 9,2                                                                | 7,6                                                                | 5,8                                                                | 5,1                                                                | 5,3                                                                | 6,1                                                                | 6,9                                                                | 8,0                                                                | 10,3                                                               |                                                                    |
| Норма опадів, мм                                                   | 36.6                                                               | 35.7                                                               | 40.6                                                               | 49.7                                                               | 70.0                                                               | 70.1                                                               | 67.2                                                               | 70.1                                                               | 46.3                                                               | 54.9                                                               | 50.3                                                               | 47.7                                                               |                                                                    |
| ------------------------------------------------------------------ | ------------------------------------------------------------------ | ------------------------------------------------------------------ | ------------------------------------------------------------------ | ------------------------------------------------------------------ | ------------------------------------------------------------------ | ------------------------------------------------------------------ | ------------------------------------------------------------------ | ------------------------------------------------------------------ | ------------------------------------------------------------------ | ------------------------------------------------------------------ | ------------------------------------------------------------------ | ------------------------------------------------------------------ | ------------------------------------------------------------------ |
| Джерело: NIWA                                                      |                                                                    |                                                                    |                                                                    |                                                                    |                                                                    |                                                                    |                                                                    |                                                                    |                                                                    |                                                                    |                                                                    |                                                                    |                                                                    |

## Нотатки
1. ↑  Порт-Гіллз — цілий ряд пагорбів у регіоні Кентербері, Нова Зеландія, названих так тому, що вони розташовані між містом Крайстчерч та його портом у місті Літтелтоні. Вони є ерозійним залишком вулкана Літтелтон, який тут вивергався мільйони років тому.
2. 1 2  Згідно з традиційними переказами маорі, після того, як вождь Ракайхауту висадився зі свого вака (каное) на Південному острова, він рушив на південь і викопав багато великих озер острова за допомогою магічного kō (копальної палиці), наповнюючи їх їжею для своїх численних нащадків.
3. ↑  Кайнга (пд. маор. kaika або kaik) — традиційна форма сільських поселень доєвропейських маорі в Новій Зеландії. Вони були неукріпленими або лише злегка укріпленими, і з часом стали менш важливими для місцевих племен на відміну від добре захищених маорійських па.
4. ↑  Стале управління земельними ресурсами (англ. Sustainable land management) відноситься до практик і технологій, спрямованих на інтеграцію управління землею, водою та іншими ресурсами навколишнього середовища для задоволення потреб людини, одночасно забезпечуючи довгострокову стійкість, екосистемні послуги, біорізноманіття та засоби до існування.
5. ↑  Кемпінг — це форма відпочинку на природі чи навчання на природі, яка передбачає ночівлю з основним тимчасовим притулком, таким як намет. Кемпінг також може включати транспортний засіб для відпочинку, закриті кабіни, постійний намет, укриття, таке як бівуз або брезент, або без укриття взагалі.
6. ↑  Точка розриву — місце, де хвилі вдаряються об землю або скелі, що виступають з берегової лінії. Розрив прибою (також розрив, розрив берега або розрив великої хвилі) — постійна (або напівпостійна) перешкода, така як кораловий риф, скеля, мілина або мис, що викликає розрив хвилі утворюючи бочкоподібну хвилю або іншу хвилю, на гребні якої можна плавати (серфінг), перш ніж вона зрештою зруйнується.
7. ↑  Вайтуна — це прісноводна прибережна лагуна на змішаному піщано-гравійному пляжі (MSG), утворена там, де плетена річка зустрічається з береговою лінією, що зазнала прибережного дрейфу. Цей тип водойми не є ні справжнім озером, ні лагуною, ні лиманом.
8. ↑  З вершини Лаверік стікає струмок Кнайґт і впадає в невелику затоку Лаверікс-Бей, яка лежить між затоками Окейн (на північному заході) та Ле Бонс (на південному сході).